# Basilica dei Santi Felice e Fortunato
La basilica dei Santi Felice e Fortunato è una chiesa di Vicenza, attualmente sede parrocchiale, la cui origine risale al IV-V secolo; il suo aspetto attuale romanico è dovuto sostanzialmente alla ricostruzione del XII e ai restauri del XX secolo.

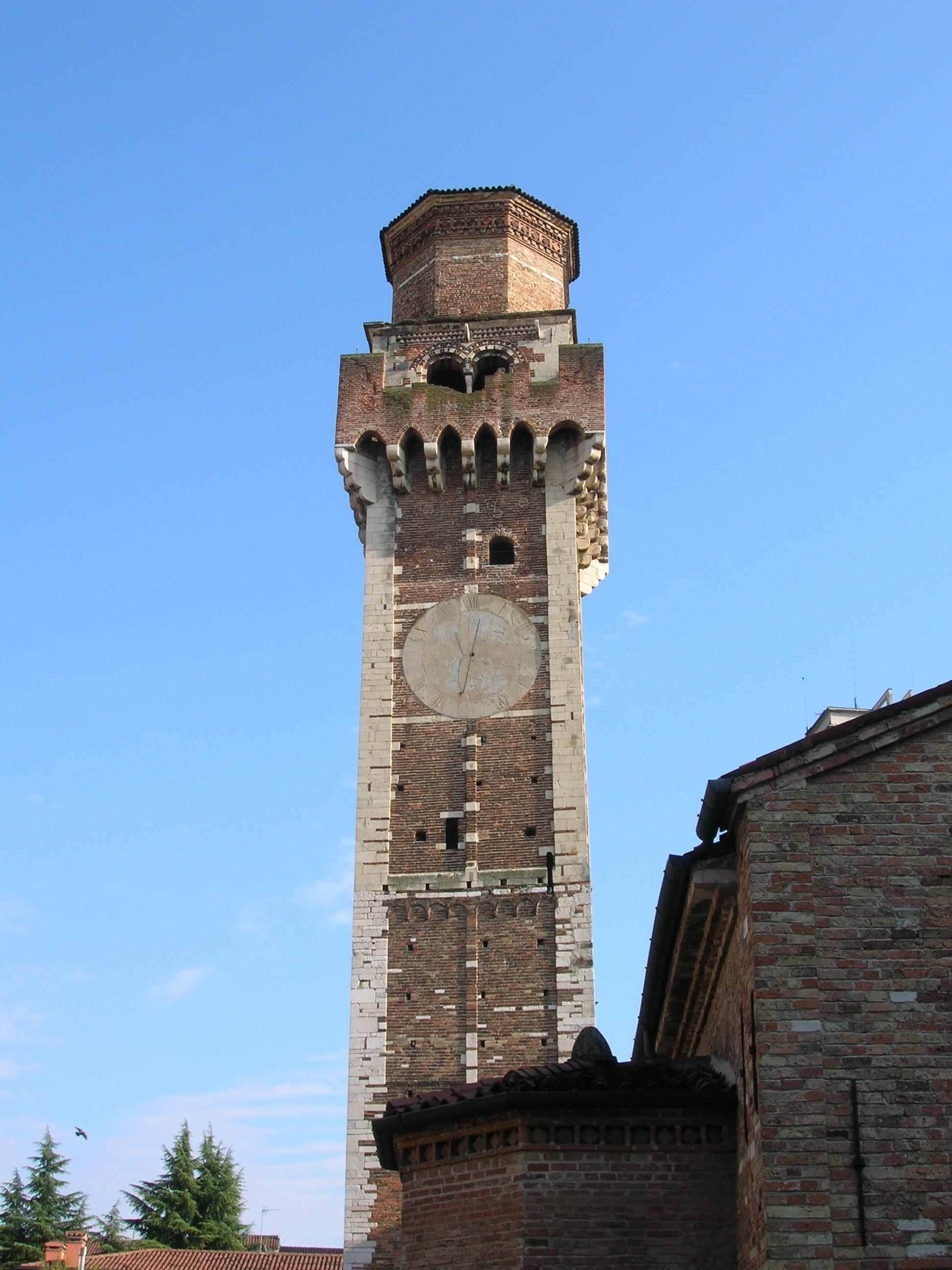
La torre campanile.

Per oltre un millennio alla basilica fu annessa la più importante abbazia benedettina del territorio vicentino.

## Storia antica

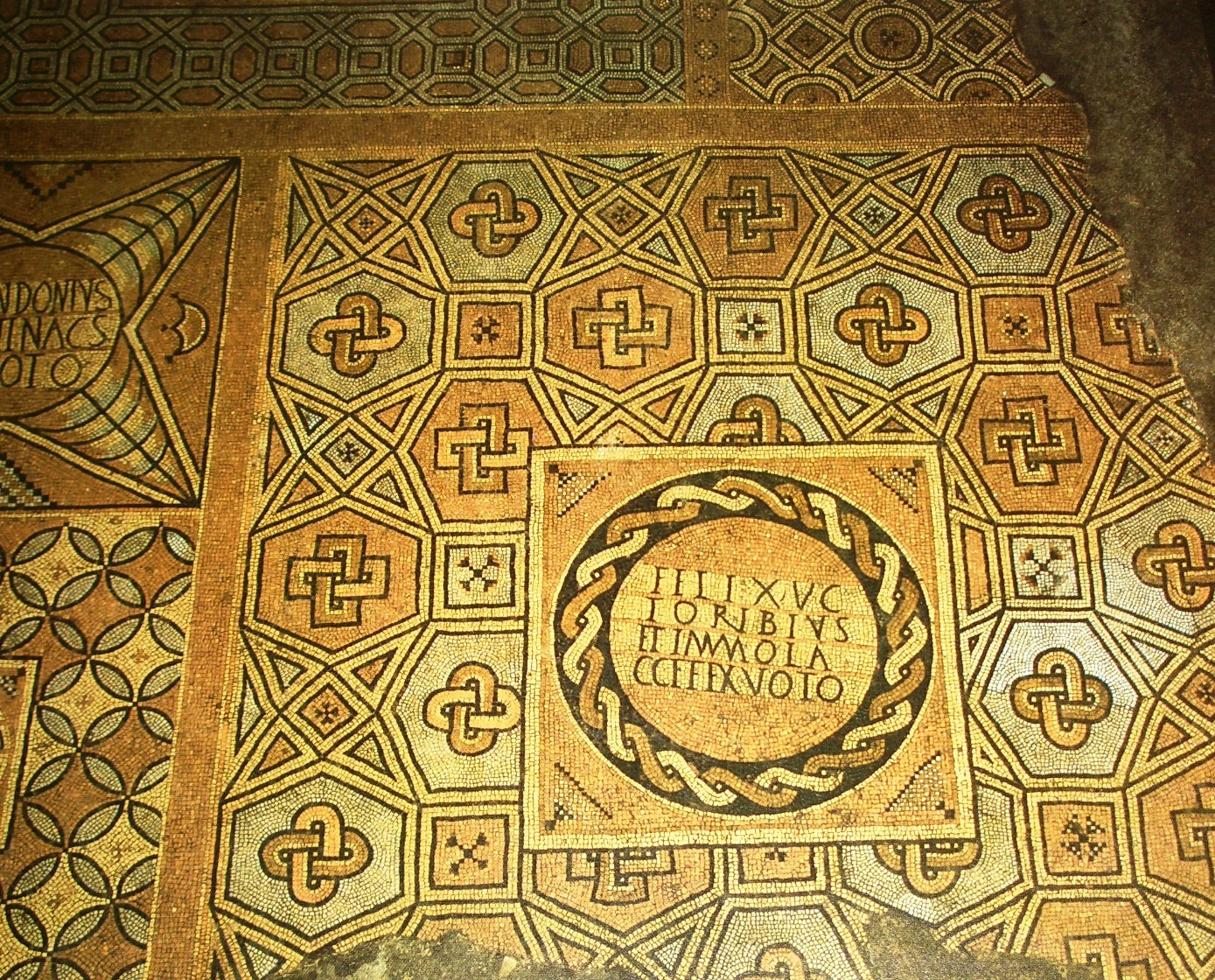
Il mosaico al centro della basilica

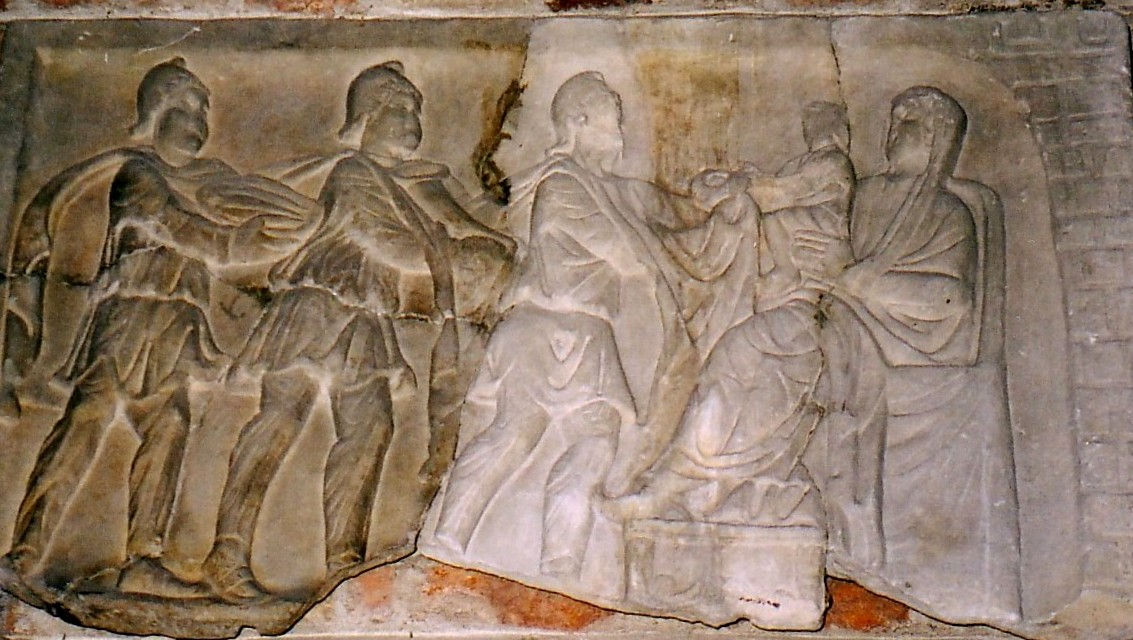
L'adorazione dei Magi

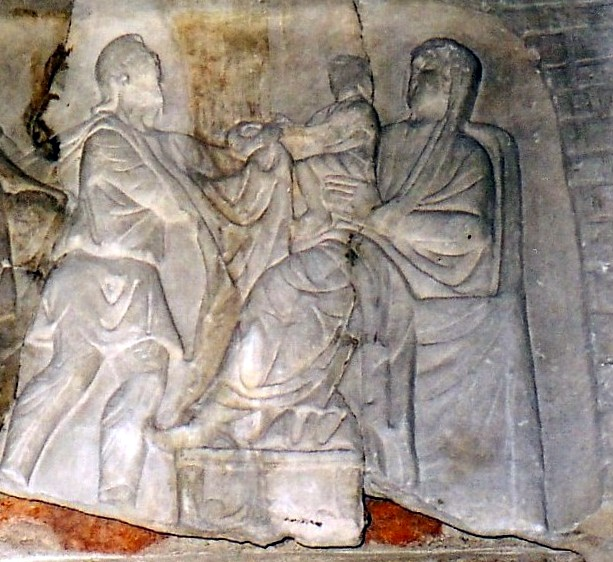
Dettaglio dell'adorazione dei Magi

Sul luogo in cui oggi sorge la basilica, in epoca romana esisteva una necropoli pagana cittadina - situata poco fuori dalle mura, lungo la direttrice della Via Postumia - che si estendeva su di una superficie piuttosto vasta, in parte paludosa, nella quale furono rinvenuti numerosi reperti sepolcrali, quali tombe a cappuccina, tombe a edicola, sarcofagi, steli e iscrizioni, monete e suppellettili.
In seguito all'editto di Milano che permetteva il culto cristiano, i fedeli vicentini riservarono nella necropoli un'area destinata alla sepoltura dei propri defunti e vi costruirono un edificio adibito al culto: i ritrovamenti rappresentano la prima testimonianza della fede cristiana in città. A questo periodo - la fine del IV secolo - risale anche la stele dell'Adorazione dei Magi, il documento più importante del cimitero cristiano.

### La chiesa primitiva
La chiesa primitiva - costruita nello stile tipico delle più antiche aule di culto cristiano in ambiente padano fra la metà e la fine del IV secolo - era un'unica aula di 24 x 16,5 metri, individuabile attraverso una fascia di marmo rosso nel pavimento della chiesa attuale, ed era decorata con una ricca pavimentazione musiva costituita in buona parte da ex voto, in parte conservata e riportata alla luce, insieme con parte delle fondazioni, verso la metà del XX secolo.
Questo edificio fa comprendere come la comunità cristiana di Vicenza avesse raggiunto, già nella prima metà del IV secolo, una notevole importanza, testimoniata anche dal fatto che anche una famiglia senatoriale aveva contribuito alla costruzione del pavimento in mosaico.

### La basilica tripartita
Era una comunità che cresceva con grande rapidità: dopo la traslazione delle reliquie del martire Felice da Aquileia - forse intorno al 380 - la chiesa si rivelò insufficiente alle esigenze dei fedeli ormai numerosi e si decise di realizzare un edificio più importante.
Così tra la fine del IV e la metà del V secolo fu edificata una vera basilica, di impianto solenne e maestoso, a tre navate separate da due file di pilastri, che misurava 45 × 22 metri; la navata centrale era anch'essa, come la chiesa precedente, pavimentata a mosaico e si prolungava in un'abside rettangolare.
Davanti alla basilica un atrio profondo 7 m, il nartece, come luogo di sosta per i penitenti e di accoglienza per i pellegrini in visita alle reliquie, un ampio quadriportico e dei propilei formavano una aggiunta di 41,5 × 25 m; complessivamente quindi si trattava di un imponente edificio lungo 86,5 m. Lo schema si avvicinava a quello di Sant'Ambrogio a Milano, anch'essa una grande basilica suburbana dedicata alla venerazione di santi cittadini.
Vicino alla basilica vennero eretti anche un sacello e un battistero.

### Il sacello o Martyrion
Il sacello - una delle più interessanti e meglio conservate architetture paleocristiane d'Italia - fu costruito poco dopo la metà del V secolo e, in origine, doveva corrispondere al Martyrion destinato a custodire le reliquie della basilica. Più tardi, probabilmente nel VII-VIII secolo, venne dedicato alla Madonna: davanti all'altare, sopra una cornice sostenuta da quattro colonne, si leggeva: 
Esso svolse la sua funzione di culto ai martiri fino al 1674, anno nel quale, in occasione della ristrutturazione del complesso, fu trasformato in ambiente di servizio dell'annesso monastero; furono aperte delle finestre e chiuse le finestrelle originarie, rimaneggiato il portale, asportato il rivestimento di marmo e, soprattutto, i resti dei martiri furono trasferiti nella cripta della basilica e collocati in vistosi reliquiari in legno dorato di stile barocco.

### Il battistero
Le fondazioni di un altro edificio a pianta ottagonale, trovate negli scavi del 1943, per struttura, posizione planimetrica e piano altimetrico rispetto alla chiesa antica, portano a concludere che si tratti dell'antico battistero, costruito contemporaneamente alla basilica. A motivo della sua presenza alcuni storici hanno ritenuto che San Felice sia stata la prima cattedrale di Vicenza.
Non si ha però alcuna notizia, nella documentazione disponibile, che la città fosse già nel V secolo sede vescovile come lo erano molte altre nelle Venetiae; tra le numerose testimonianze di presenza di vescovi veneti ai concili dell'Italia settentrionale non vi è infatti alcuna menzione di un vicentino fino alla fine del VI secolo, quando viene citato Oronzio.
Si può ipotizzare che la costruzione di due chiese, Santa Maria Annunciata all'interno della città e San Felice fuori le mura, potesse corrispondere alle esigenze della comunità cristiana di allora: la preghiera comunitaria, la catechesi, la celebrazione dell'eucaristia e degli altri sacramenti, che però potevano anche essere celebrati dal vescovo di un'altra città in visita pastorale o da un sacerdote da lui delegato. È probabile che sino alla fine del VI secolo la comunità di Vicenza abbia fatto riferimento al vescovo e alla diocesi di Padova, città sulla quale gravitava anche dal punto di vista civile, e si sia resa autonoma solo dopo la costituzione del regno longobardo, del quale Padova inizialmente non faceva parte.

## Medioevo
Durante il dominio longobardo e carolingio (dal VI secolo al IX secolo), la basilica non subì modifiche sostanziali e fu arricchita con ornamenti in parte ancora conservati nella muratura.

### L'abbazia benedettina: la fioritura

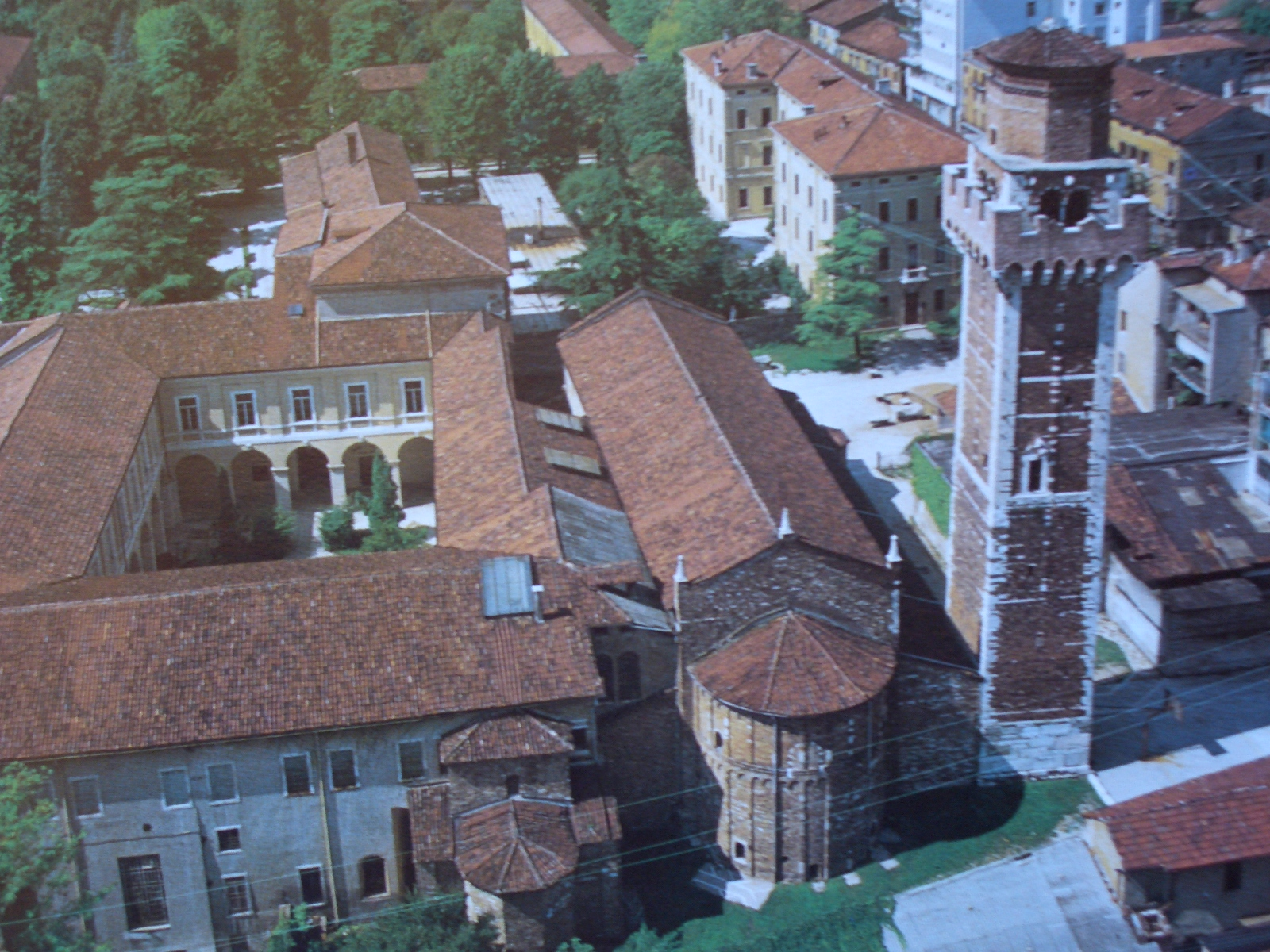
Vista aerea dell'ex monastero (a sinistra), della basilica (al centro) e del campanile (a destra)

Durante l'VIII secolo si insediarono a San Felice i monaci benedettini, costruendo un'abbazia che divenne il cuore dell'attività di quest'ordine religioso a Vicenza e che essi dedicarono ai santi Vito e Modesto, tipici patroni del loro ordine. Quando Carlo Magno venne in Italia, si fermò a Vicenza presso il monastero, che beneficò con una generosa donazione.
Nell'anno 899, durante una delle loro incursioni, gli Ungari distrussero una parte della città e incendiarono l'abbazia; i monaci si dispersero in più luoghi, abbandonando la disciplina e trascurando il divino ufficio. Ci volle molto tempo per ricostruire, tanto che al tempo in cui fu insediato a Vicenza il vescovo Rodolfo - intorno al 967 - gli edifici erano ancora in rovina; così afferma il cronista Sigebert di Gembloux, che ricorda anche come Rodolfo dovette cedere al vescovo di Metz delle preziose reliquie dei santi Leonzio e Carpoforo per ottenere dall'imperatore Ottone I una donazione finalizzata a ricostruire chiesa e monastero.
Qualche anno più tardi, con uno dei più importanti atti di cui resta documentazione, il privilegium del 983 il vescovo Rodolfo - convinto sostenitore della riforma cluniacense - donò ai benedettini dell'abbazia - o meglio in parte restituì, perché si trattava di beni già in loro possesso che erano passati al vescovo nel momento in cui erano stati dispersi dagli Ungari - una notevole quantità di possedimenti terrieri, cum famulis et decimis, che andavano da Ponte Alto al mons famulorum cioè Maddalene, da Brendola a Marostica. Insieme con le terre egli affidò ai benedettini il governo del territorio, lo svolgimento delle funzioni pastorali e la bonifica di estese zone acquitrinose; era il periodo dell'incastellamento e anche il monastero di San Felice si dotò di una torre di difesa.
I benedettini di San Felice fondarono poi innumerevoli chiese e piccoli monasteri, anch'essi dipendenti dall'abbazia madre, in genere posti lungo le antiche strade romane che uscivano dalla città. Ne resta traccia nella toponomastica e nell'intitolazione di numerose chiese dedicate a Vito, Modesto e Crescenzia, i santi tipici di quest'ordine monastico. Per limitarsi alla sola periferia della città, dipendevano da San Felice le abbazie minori di San Pietro in Vivarolo e di San Giorgio in Gogna, insieme con alcuni ospitali, come quelli di San Martino, di San Bovo e di San Nicolò in Borgo San Felice; la quasi nulla documentazione rimasta rende però assai difficili precisi riferimenti.
L'abbazia di San Felice continuò ad attirare numerose donazioni; si ricorda quella del vescovo Girolamo nel 1013, che confermò il privilegium di trent'anni prima del suo predecessore Rodolfo; da quest'atto risulta che chiesa e monastero, di recente ricostruiti, erano nuovamente semidistrutti e abbandonati, probabilmente per episodi di violenza di cui non si conosce l'origine; come Rodolfo, anche Girolamo intendeva ristabilire la vita religiosa a San Felice, quale caposaldo della fede nel territorio. Un atto molto simile è il privilegium del vescovo Astolfo nel 1033, ma è dubbia la sua veridicità. Ancora, ebbe molto a cuore i due monasteri benedettini di San Felice e di San Pietro il vescovo Liudigerio: i monasteri benedettini in quel periodo dell'alto medioevo erano il fulcro della vita religiosa, fuori dalle mura della città molto più delle chiese diocesane.
Fino al XII secolo i monaci, con l'aiuto dei famuli, lavorarono direttamente alla bonifica dei terreni. A partire da questo periodo invece cominciarono a cederli a servi emancipati o a piccoli feudatari; in un primo tempo questa cessione accrebbe il primitivo patrimonio, ma già nel Duecento la dispersione delle terre portò l'abbazia ad una crisi amministrativa. I benedettini - così come nello stesso periodo stava capitando ai vescovi - caddero in mano agli usurai e furono costretti a vendere molti e importanti beni, tra cui quelli di San Vito e di Malo.
Un patrimonio così vasto non era facile da gestire; i monaci si trovarono ben presto a doverle difendere dalla usurpazione da parte dei piccoli feudatari. Al tempo della lotta per le investiture tra gli imperatori Enrico IV, poi Enrico V e i papi, gli abati del monastero di San Felice furono dalla parte dell'imperatore, ricavandone ulteriori benefici. Ma anche dopo che le sorti si volsero in favore del papa, continuarono le donazioni e furono confermati i privilegi all'abbazia, che restò il focolare della vita religiosa vicentina fino alla metà del Duecento.
In seguito alla creazione delle parrocchie urbane e suburbane nel XIII secolo, sull'abate gravò anche la responsabilità della vita religiosa della popolazione del borgo di San Felice la cui sede parrocchiale fu, per secoli, la chiesetta dell'antico ospitale di San Martino; presso la basilica però vi era - e vi restò fino alla riforma napoleonica - anche il fonte battesimale.
Oltre alla funzione pastorale esercitata dai monaci nei centri rurali, nati dopo le bonifiche e lontani dalle parrocchie, è probabile che presso l'abbazia di San Felice vi fosse anche una scuola monastica, sia interna per i monaci che esterna per i laici, orientata all'insegnamento teologico ecclesiastico.

### L'abbazia: la decadenza
Nel XIII secolo iniziò una generale decadenza dell'ordine benedettino, nonostante i tentativi fatti da papi e da vescovi vicentini per richiamare i monasteri al primitivo fervore, tentativi che però non ottennero buoni effetti. Gli abati di San Felice furono anzi coinvolti nelle lotte per la presa del potere da parte delle signorie: l'abate Gumberto, ad esempio, ebbe un ruolo importante di appoggio ai dominatori nel periodo della custodia padovana (1265-1311), mettendosi contro il vescovo di Vicenza.
Tutto questo non contribuì certamente alla buona salute del monastero. Il vescovo Altegrado tentò una riforma nel 1307, di cui si ha memoria in un documento, con il quale il vescovo stigmatizzava le irregolarità e gli abusi dei monaci e dell'abate. Non rimane invece documentazione che ci dica se, in seguito ai rimproveri del vescovo, ci sia stato un miglioramento nella vita del monastero, ma ben presto le condizioni precipitarono nuovamente.
Sotto gli Scaligeri - che avevano sequestrato tutti i beni della Chiesa locale, compreso il ricco patrimonio del monastero - ai monaci e alla servitù mancava anche il necessario per il vitto e il vestito, tanto che l'abate Bernardo lamentava di non poter sostenere un tono elevato di vita religiosa e neppure assicurare l'ufficio divino. Anche dopo il 1376, quando i beni furono restituiti, la situazione economica del monastero restò difficile e questo contribuì alla sua generale decadenza.
Nel corso di questo secolo si affievolì anche l'antica devozione ai principali patroni della città - i martiri Felice e Fortunato - che, intorno al 1400, furono definitivamente sostituiti con San Vincenzo e, nella seconda metà del XV secolo, passarono in secondo piano anche rispetto ai santi Leonzio e Carpoforo.

### Gli edifici nel medioevo
La basilica, nella ricostruzione del 983, rimase a pianta basilicale - a tre navate separate tra loro da due file di sostegni conducenti dalla parete d'ingresso fino alla spalla dell'abside - e non restano tracce di una cripta, così come stava entrando in uso nelle chiese del tempo.
Sia il campanile sia la chiesa furono gravemente danneggiati dal violento terremoto del 3 gennaio 1117, che colpì tutta l'Italia settentrionale: i lavori di riedificazione iniziarono subito sotto la guida dell'abate Alberto, ricordato anche in un frammento marmoreo conservato al museo parrocchiale. Durante tali lavori fu aggiunta, secondo il gusto dell'epoca, la cripta semicircolare e la chiesa acquisì l'aspetto e i caratteri preromanici che ancora la caratterizzano. Eccetto che per la parte inferiore dell'abside, la basilica attuale risale tutta alla prima metà del XII secolo.
Verso la fine del XII secolo il vescovo Cacciafronte, particolarmente devoto ai martiri protettori della città, fece riparare a proprie spese l'antica strada romana - tratto della via Postumia - che andava dalla cattedrale alla basilica, essendosi con il tempo consumati i ciottoli e reso molto disagevole il transito.
Poco si conosce del periodo che va dal XIII al XV secolo. Si sa che intorno al 1250 l'abate Pellegrino iniziò la costruzione di un nuovo chiostro e che tra la fine del Trecento e la prima metà del Quattrocento - periodo durante il quale vi fu un notevole aumento di monaci - fu restaurato tutto il monastero e completato il chiostro. Questi eventi sono ricordati da alcune iscrizioni, perché quasi nulla resta delle costruzioni trecentesche - se non due bifore nella parete occidentale dell'odierna sacristia - distrutte dai rimaneggiamenti del secolo XVII.

## Epoca moderna

### XV e prima metà del XVI secolo
La nuova politica religiosa della Repubblica di Venezia portò ad una restaurazione del patrimonio ecclesiastico, sconvolto e in buona parte disperso durante il XIV secolo sotto la signoria degli Scaligeri e dei Visconti. Fu riordinato e notevolmente migliorato il patrimonio immobiliare ancora in possesso dei monasteri benedettini di San Felice e di San Pietro, nonostante si fosse molto ridotto rispetto ai tempi in cui essi possedevano vaste proprietà disseminate un po' dappertutto.
Agli inizi del Quattrocento però l'abbazia di San Felice giaceva in uno stato di quasi totale abbandono. Allo scopo di aiutarla a sostenersi in uno stato decoroso in quei momenti di generale sconvolgimento della Chiesa, era stata data in commenda ad abati forestieri, che venivano coadiuvati in questo compito da appena due-tre monaci; intorno al 1430 questi erano prevalentemente tedeschi. Durante il XV secolo gli altri piccoli monasteri situati nel borgo di Porta Nova e fino ad allora dipendenti da San Felice passarono a nuove congregazioni religiose.
Nel 1463 un provvedimento pontificio, approvato dal doge, annesse il monastero - probabilmente per un tentativo di riforma - alla Congregazione di Santa Giustina di Padova, già riformata sotto l'impulso del suo abate Ludovico Barbo. Subito dopo questa unione il monastero - che da quel momento si sarebbe intitolato dell'ordine di San Benedetto dell'Osservanza - subì una profonda trasformazione in positivo: furono stabilite nuove regole, tra le quali il rinnovo annuale della nomina dell'abate, una diversa modalità per la cura d'anime della parrocchia di competenza del monastero, una più scrupolosa amministrazione del patrimonio. In meno di dieci anni il numero dei monaci passò a sedici, provenienti da varie parti d'Europa, nonostante si trovasse in un posto malsano, vicino alle acque stagnanti del Retrone.
Questo nuovo spirito, però, non durò a lungo: già durante la prima metà del Cinquecento si registrò un nuovo rilassamento dei costumi e il monastero non produsse nulla di veramente degno, anche se il numero dei monaci rimase costante. Intorno al 1532 si parlò addirittura di demolirlo insieme con la chiesa per far posto al nuovo sistema difensivo proposto da Bartolomeo d'Alviano.

### Dalla seconda metà del XVI secolo alla fine del XVIII

Ristrutturazione barocca dell'interno, foto prima del restauro

La ventata riformatrice del Concilio di Trento, che il vescovo Matteo Priuli cercò di portare anche in città, non fu subito recepita dagli abati degli antichi monasteri, in primis quello di San Felice, che si opposero al decreti reputandoli lesivi dei privilegi apostolici e delle esenzioni acquisite. Nella seconda metà del XVI secolo San Felice aveva un patrimonio con la rendita più alta fra tutti i monasteri vicentini nonostante che, nel tempo, avesse dovuto svendere molti dei suoi beni, terreni e addirittura reliquie, giungendo persino a proporre ai propri creditori e prestatori di denaro la celebrazione di messe in suffragio, quantificate fino all'estinzione del debito.
Il decadimento spirituale ed economico continuò durante tutto il Seicento e il Settecento e il monastero non ebbe mai più di una decina di monaci. Gli edifici vennero temporaneamente adibiti a ricovero degli appestati durante la terribile epidemia del 1630 e parzialmente restaurati nella prima metà di questo secolo.
Nella seconda metà del Seicento anche la basilica subì una serie di radicali interventi, tesi a trasformarla secondo i nuovi canoni estetici. I lavori cominciarono poco dopo il 1660 con la costruzione, davanti alla semplice facciata romanica tripartita della chiesa, di un grandioso paramento a due ordini, alla cui base stava un vasto atrio con portico di gusto baroccheggiante a tre fornici; portico e bardatura erano coronati da balaustre con statue. L'esterno fu così stravolto: fu persa la percezione delle navate laterali di altezza inferiore a quella centrale e il legame organico fra la chiesa ed il campanile.
Anche l'interno venne completamente ristrutturato, con lo spostamento di diversi altari. Il soffitto fu riccamente cassettonato, il presbiterio fu nettamente diviso dalla zona destinata ai fedeli con una balconata, i muri furono intonacati e affrescati: di grande pregio sono gli affreschi realizzati da Giulio Carpioni fra il 1662 ed il 1665 nel catino absidale sul soggetto dell'Incoronazione della Vergine per opera dello Spirito Santo.
Nella prima metà del XVIII secolo - ormai malridotto per l'azione del tempo, le carenze di manutenzione e il terremoto del 1695 - il monastero fu comunque completamente restaurato e in parte ricostruito, nel periodo in cui era abate il vicentino dom Floriano Serta.
I monaci di San Felice continuarono a gestire la parrocchia del borgo, per la cui cura pastorale mantenevano un parroco, che poteva essere un religioso o anche un sacerdote secolare; a poco a poco la parrocchia, crescendo anche il numero degli abitanti, sì emancipò dal monastero, il quale offriva un servizio limitato - ad esempio di notte - e quindi soggetto a frequenti lamentele.
I benedettini esercitavano anche la protezione - talora contestata - sul monastero di San Pietro, così come gli altri conventi maschili lo esercitavano sui monasteri e conventi femminili.
La sua fine avvenne con la caduta della Repubblica di Venezia; risparmiato dall'occupazione alla prima venuta dei francesi nel 1797, in seguito alla soppressione degli ordini religiosi nel 1806, il complesso degli edifici passò al demanio cittadino - ma nel frattempo era iniziata la dispersione e la alienazione dei beni, compresa una parte degli immobili - e i pochi monaci rimasti se ne andarono a Padova. Nel 1808 Arnaldo Tornieri annotava nella sua cronaca che il monastero di San Felice era divenuto una "puzzolente e fetida casermaccia".

### Scavi, scoperte e restauri
Le aggiunte barocche, completamente estranee allo stile sobrio della chiesa, furono conservate fino agli anni 1936-1937, quando l'allora parroco mons. Lorenzon - assistito dalla Soprintendenza ai monumenti - decise di eliminarle per recuperare le forme originali, eliminando le sovrastrutture barocche e rinascimentali.

## Descrizione

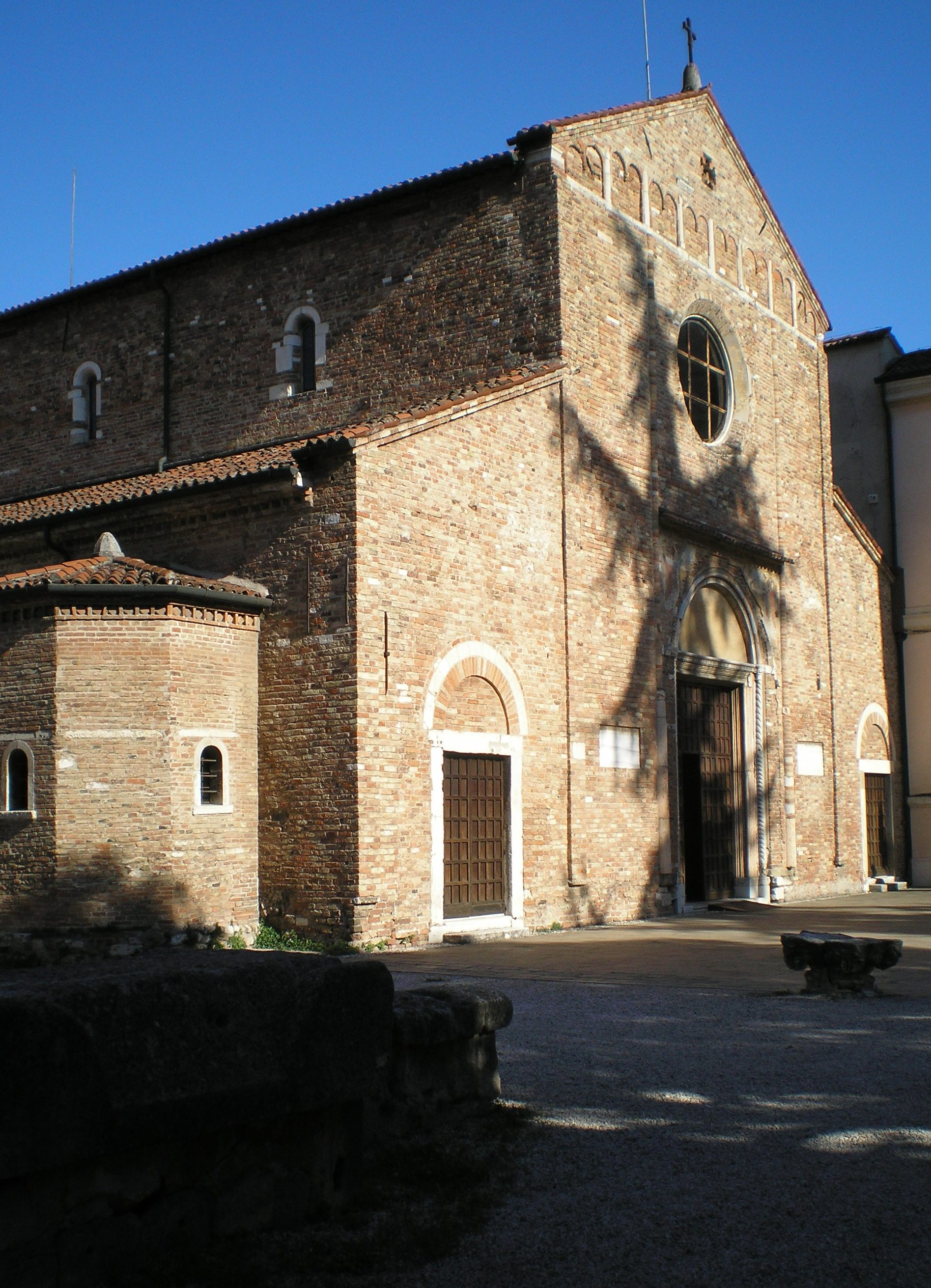
Facciata della basilica.

### Basilica

#### Facciata
La facciata a salienti che anticipano la divisione tripartita dell'interno, la cui costruzione risale al XII secolo, è di laterizio scoperto, armonicamente tripartita da lesene piatte, con la parte centrale ulteriormente suddivisa da due lesene a sezione semicircolare.
Dei portali, originale è il sinistro, di imitazione moderna il destro; quello centrale, dalla cornice in marmo bianco e rosso, è architravato e centinato. Leggermente a sguancio, è fiancheggiato da colonnine tortili collegate all'architrave da due piccoli capitelli a rocchetto; sull'architrave la data del 1154, un'iscrizione metrica e il nome dell'artefice, Pietro Veneto. La lunetta è incorniciata da un fregio a niello, che rivela raffinati ascendenti bizantini filtrati in ambiente veneziano; ai lati, due tratti di arco a treccia, residuo del più ampio portale della chiesa del X secolo: attorno, frammenti di affresco (la Resurrezione dei morti, prima metà dell'XI secolo) di matrice ottoniana con apporti bizantino-provinciali (in questi affreschi i morti sono chiamati dagli angeli al suono delle trombe).
Ai lati dell'ingresso, due lapidi in lingua latina documentano gli interventi sulla chiesa nel 1425 e "in meliorem formam" nel 1674; inoltre una piccola iscrizione epigrafica medievale in francese antico (attribuita al XIII secolo) è apposta sulla parte sinistra della facciata.
Sopra al portale, un grande oculo richiama paralleli esempi veronesi, lombardi e padani dell'XI secolo. 
La parte superiore della facciata è ingentilita da una loggetta in bassorilievo, scandita da lesene con colonnine di pietra addossate e coppie di archetti, la cui fattura, analoga a quella del campanile, testimonia ulteriormente della sua costruzione nel XII secolo.

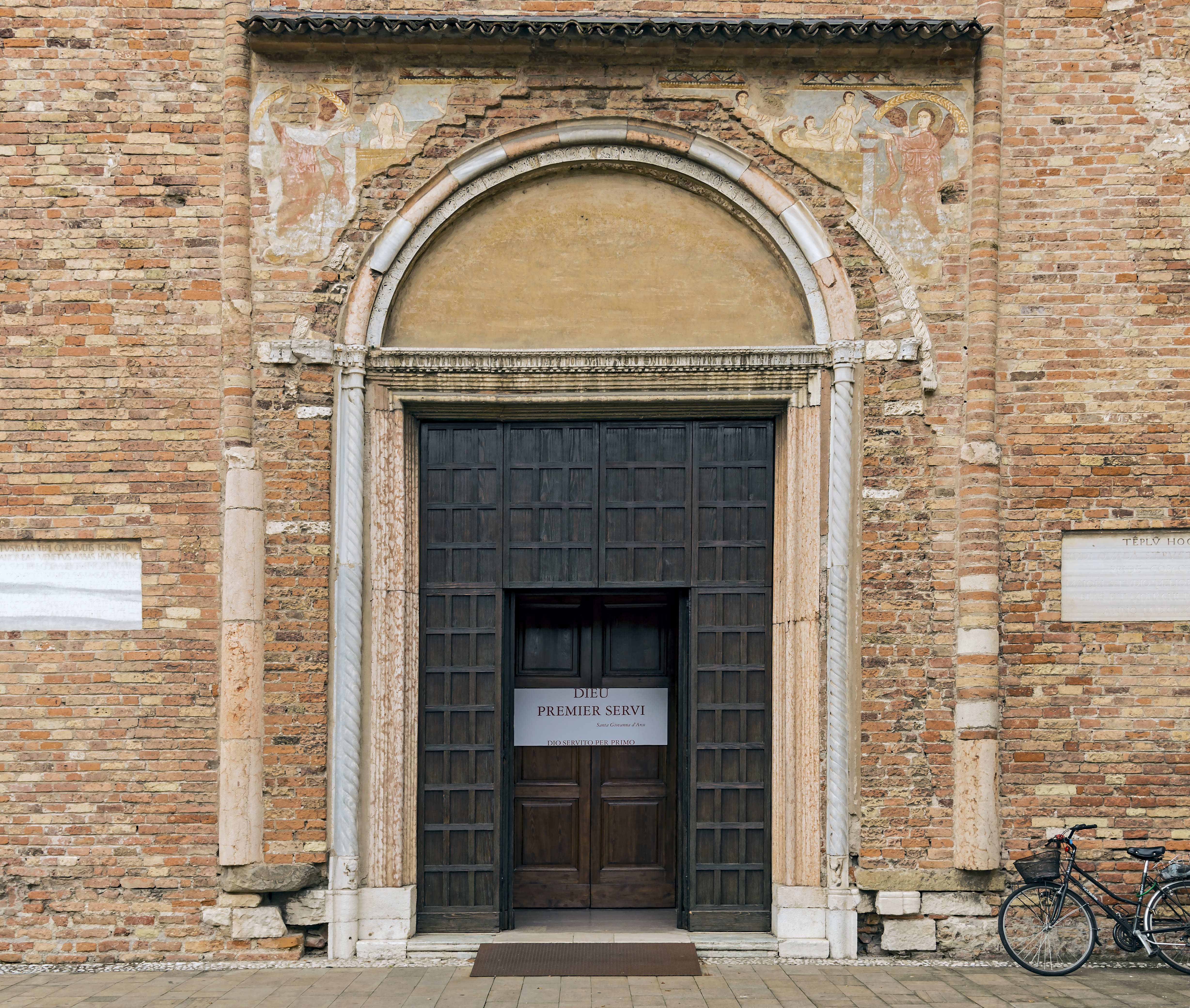
Portale d'ingresso
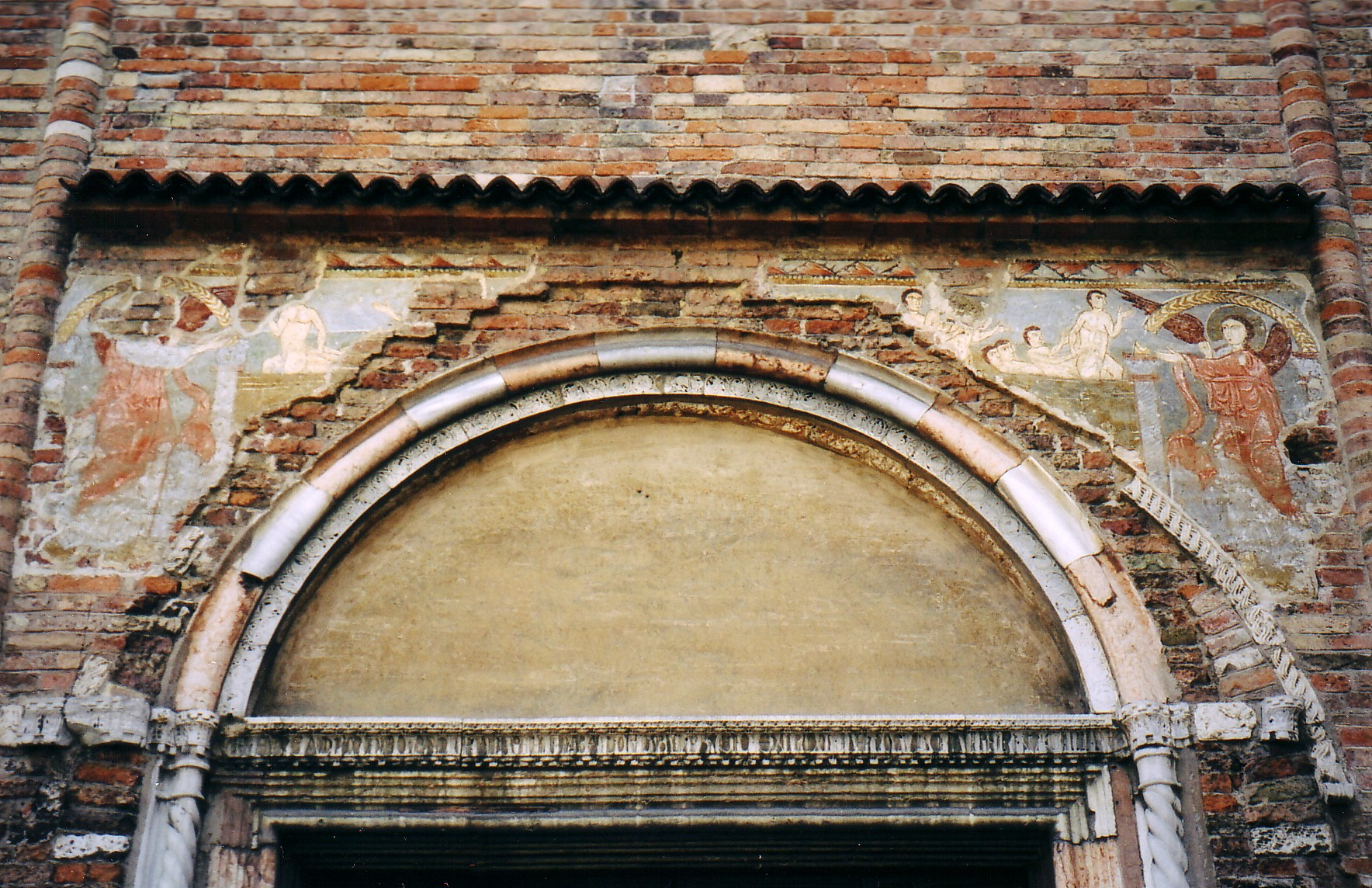
Affreschi altomedievali sul portale d'ingresso
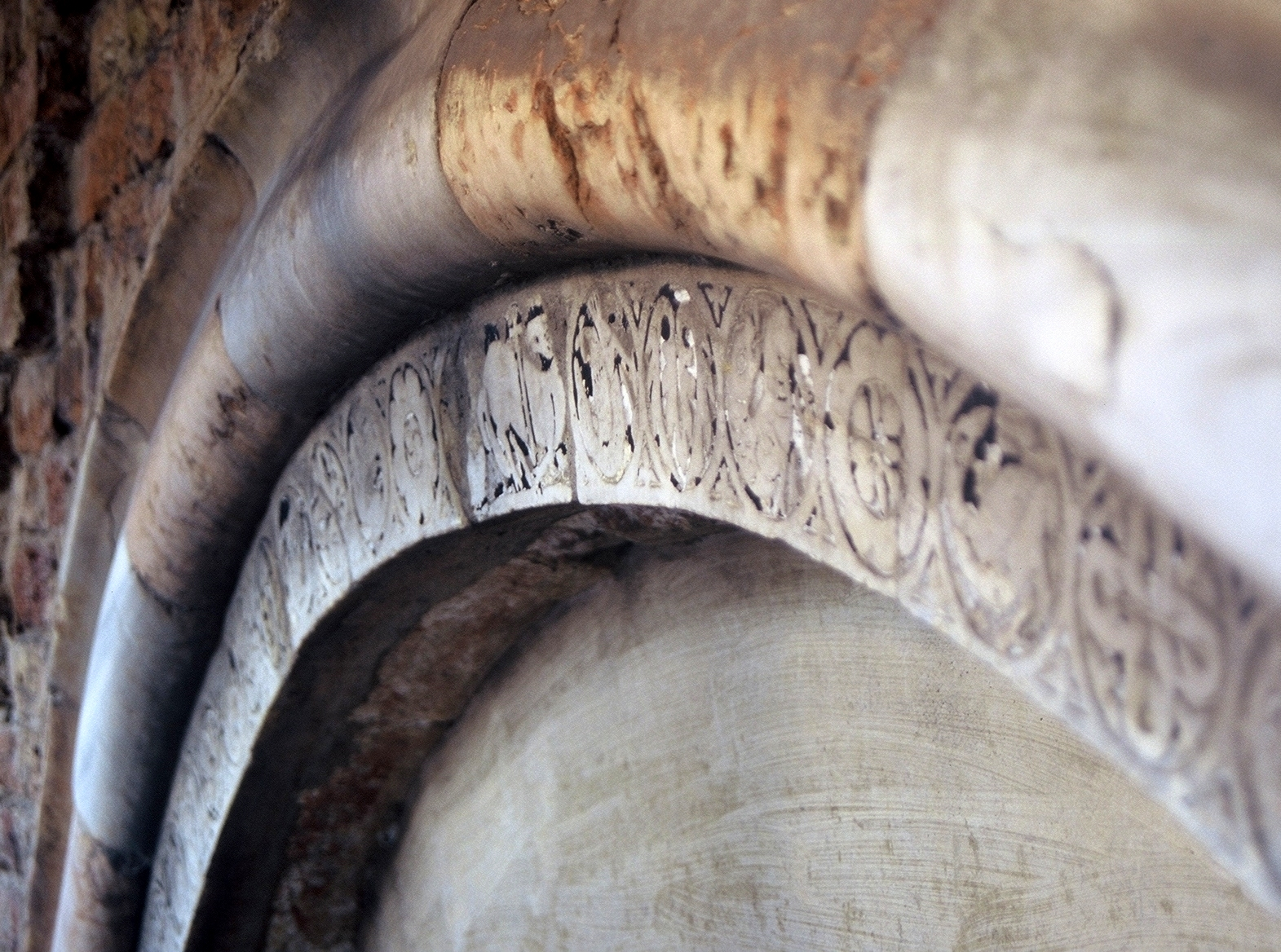
Arco del portale
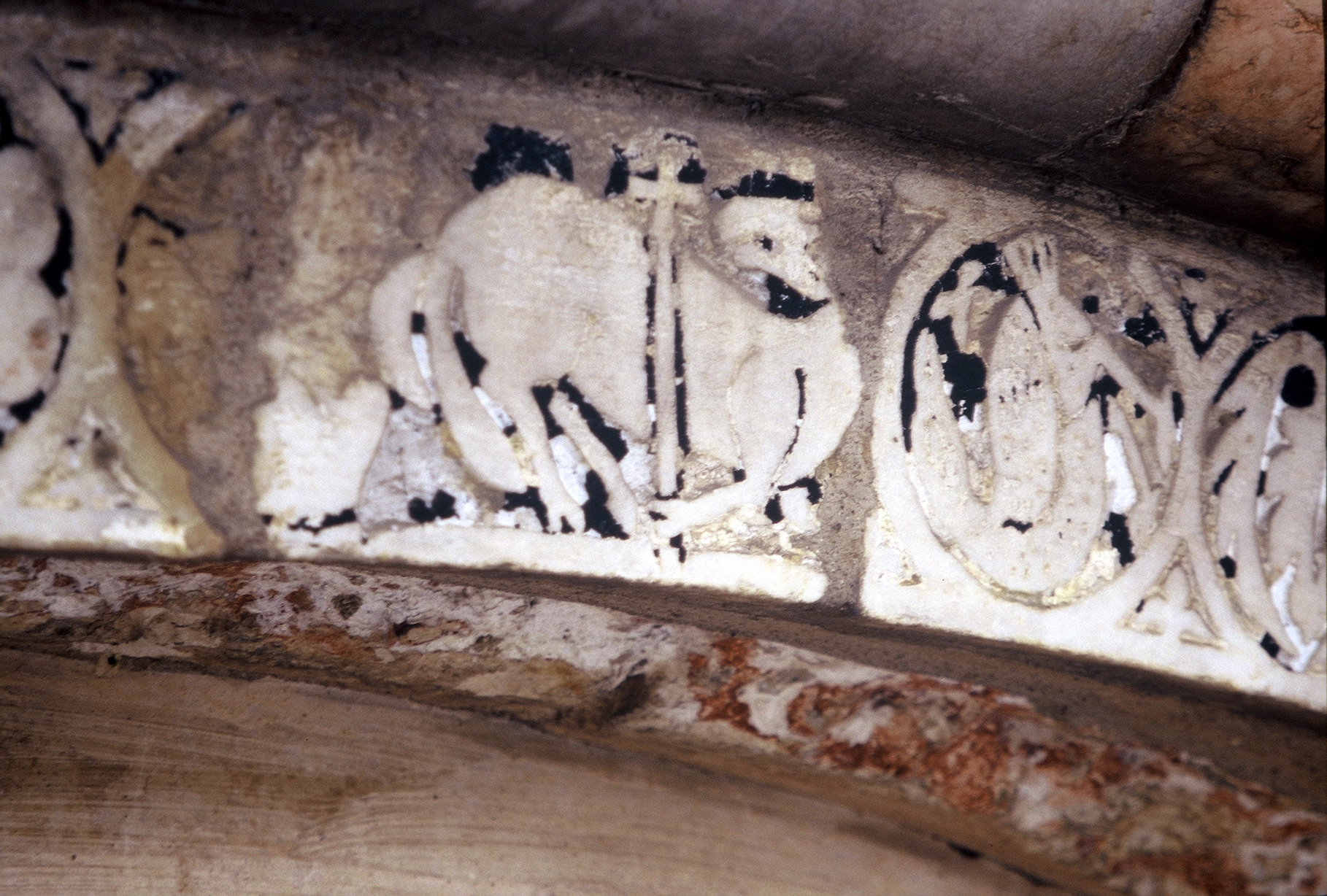
Dettaglio del fregio a niello
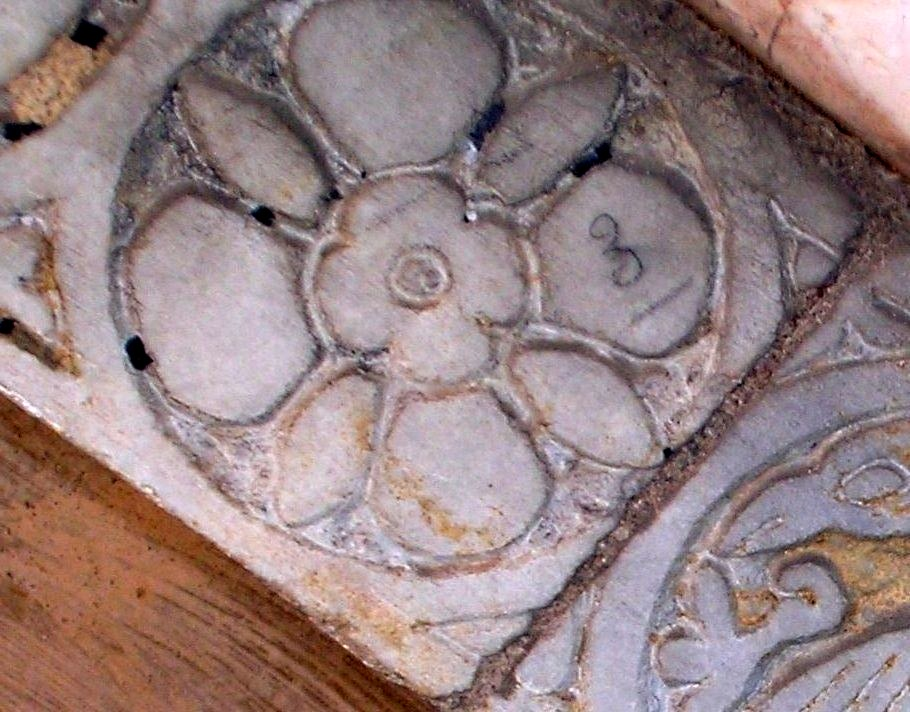
Dettaglio della cornice
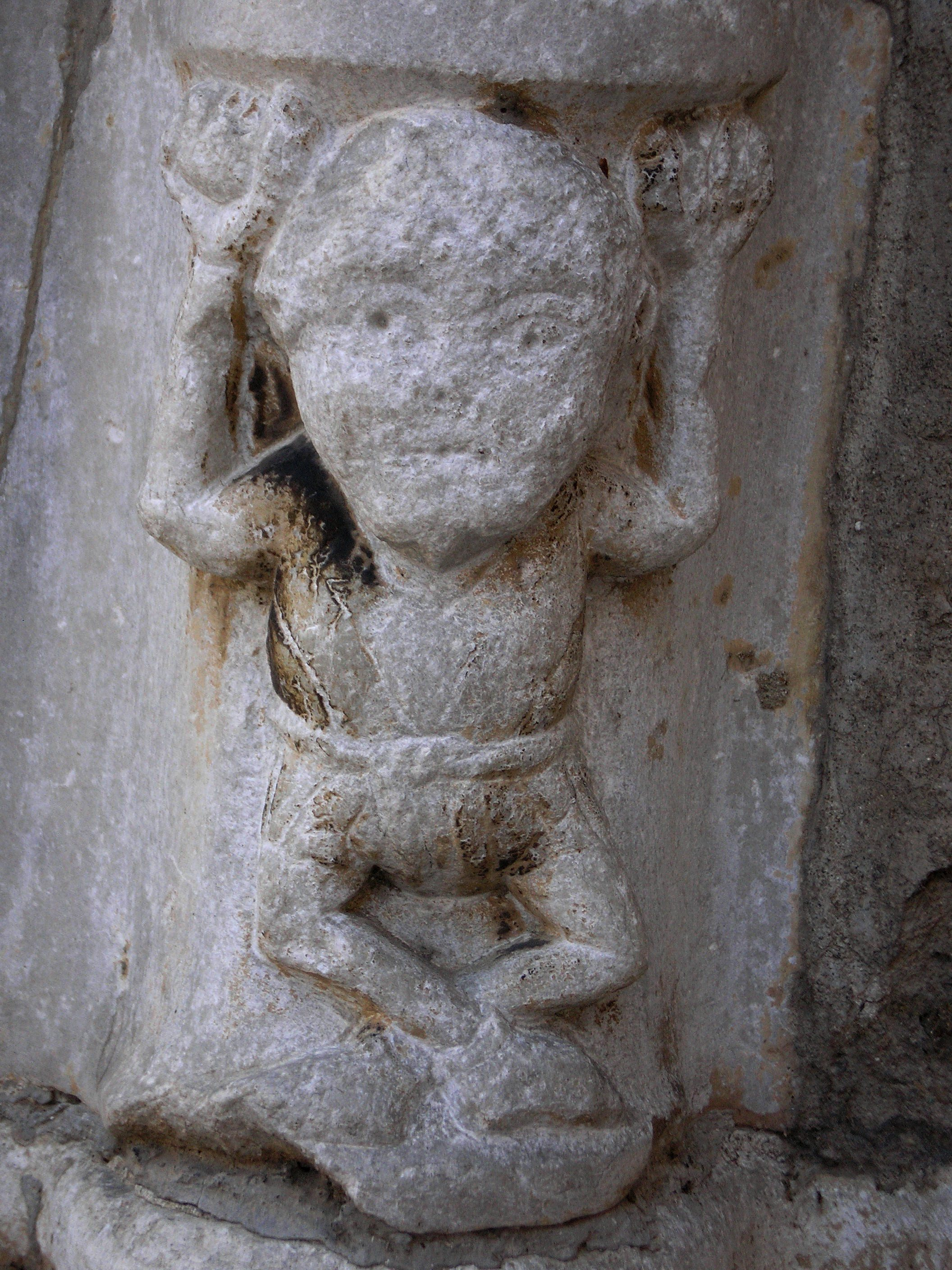
Telamone del portale

#### Abside
L'abside semicircolare della navata centrale è una delle componenti più interessanti della basilica, perché documenta in due livelli le diverse epoche di costruzione. Quello inferiore, in muratura più rozza e irregolare, è riferibile alla prima costruzione voluta dal vescovo Rodolfo; quello superiore appartiene alla ricostruzione del XII secolo ed è caratterizzato dalla partizione a lesene e archetti binati, tipica di quel tempo, poi aggiunta per sovrapposizione anche al primo livello.

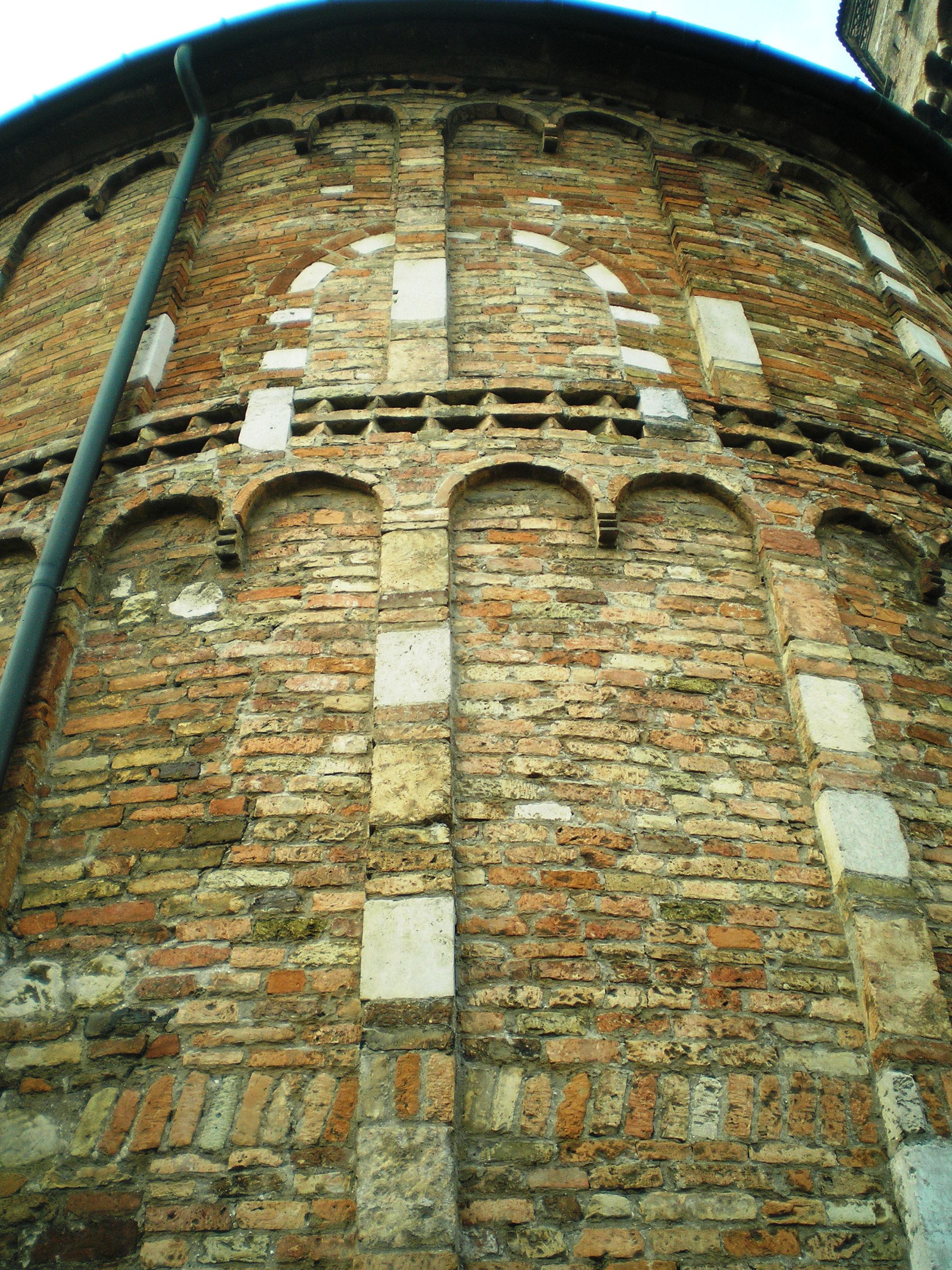
Retro dell'abside
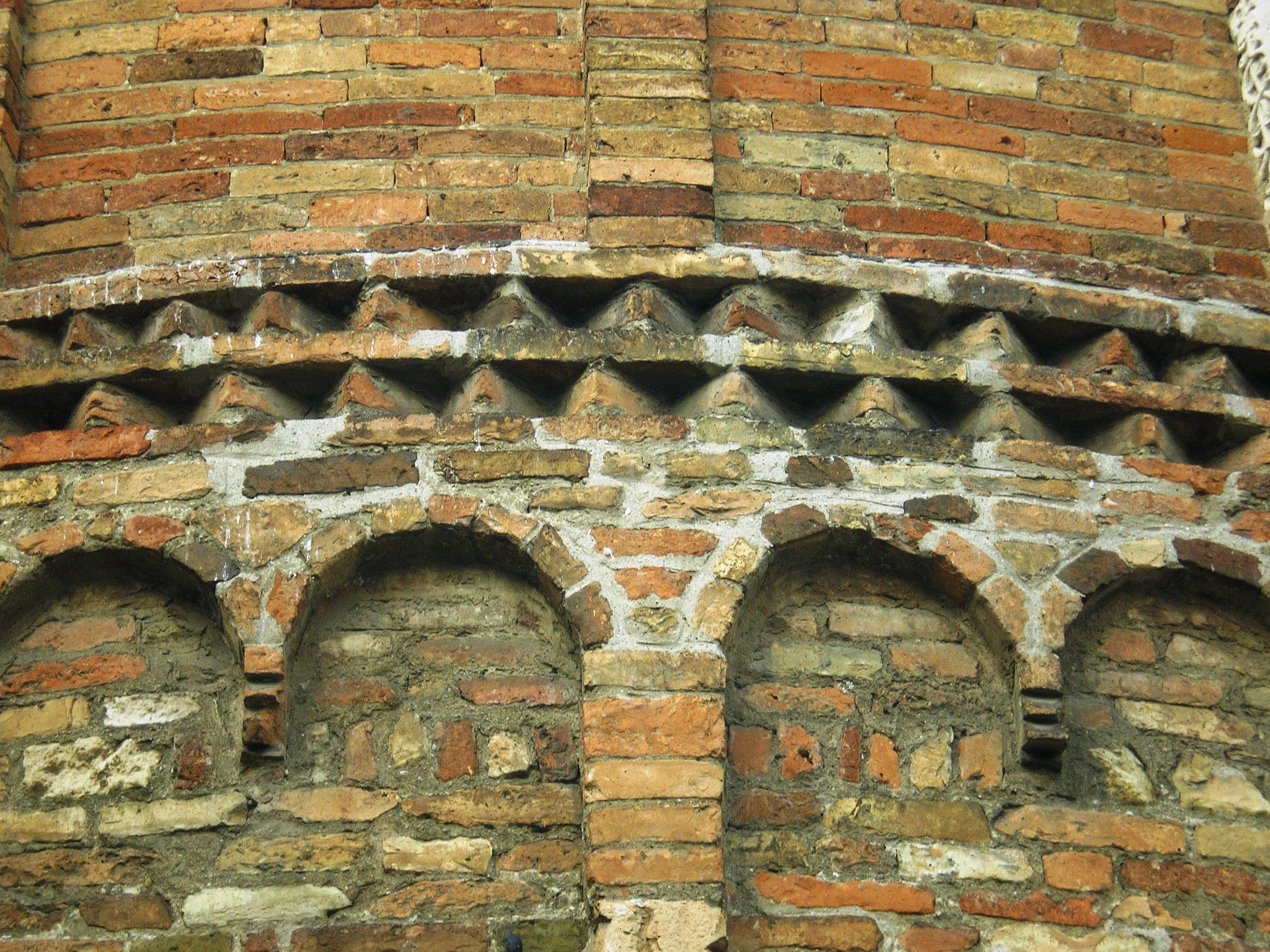
Dettaglio dell'abside
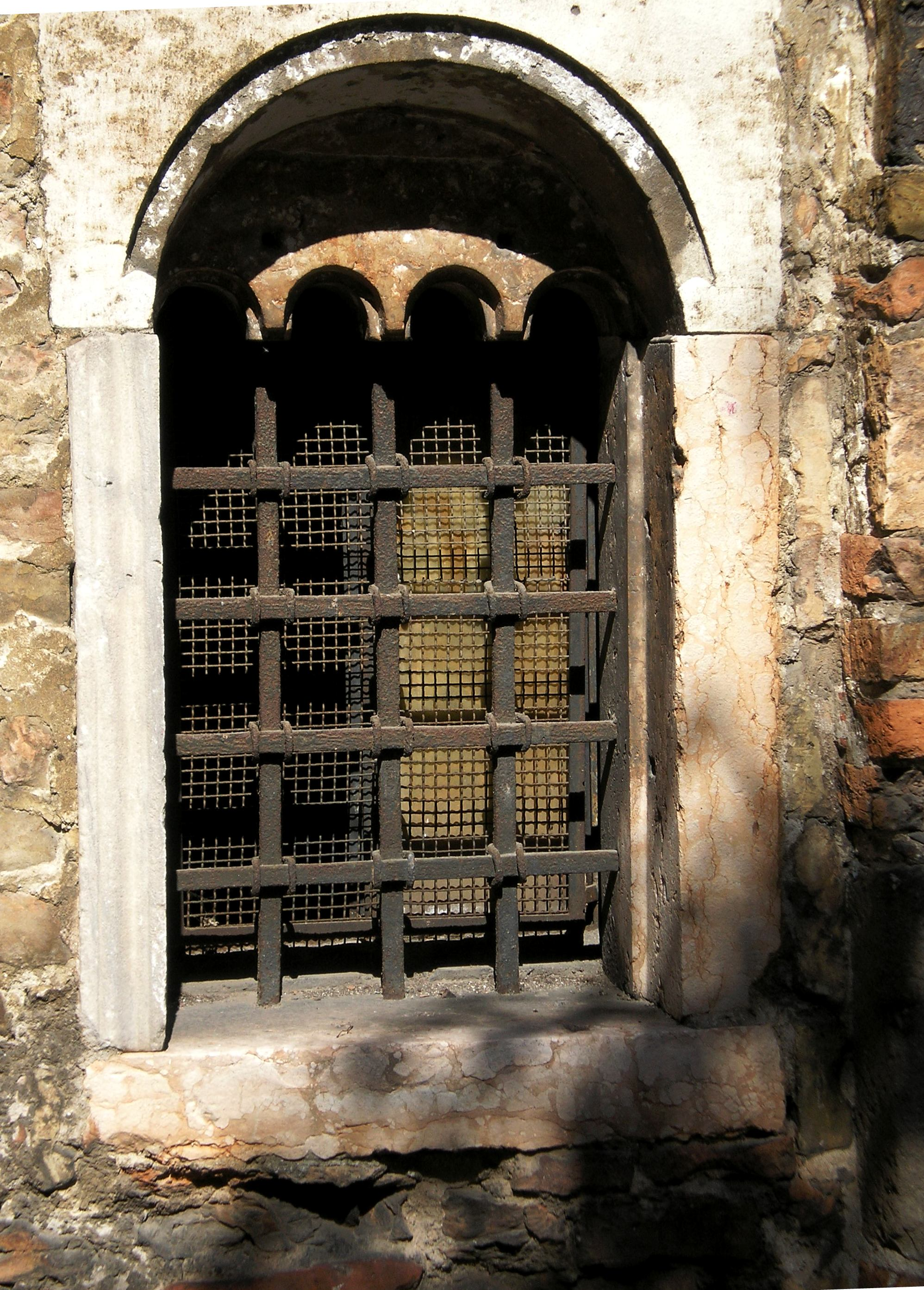
Finestra della cripta
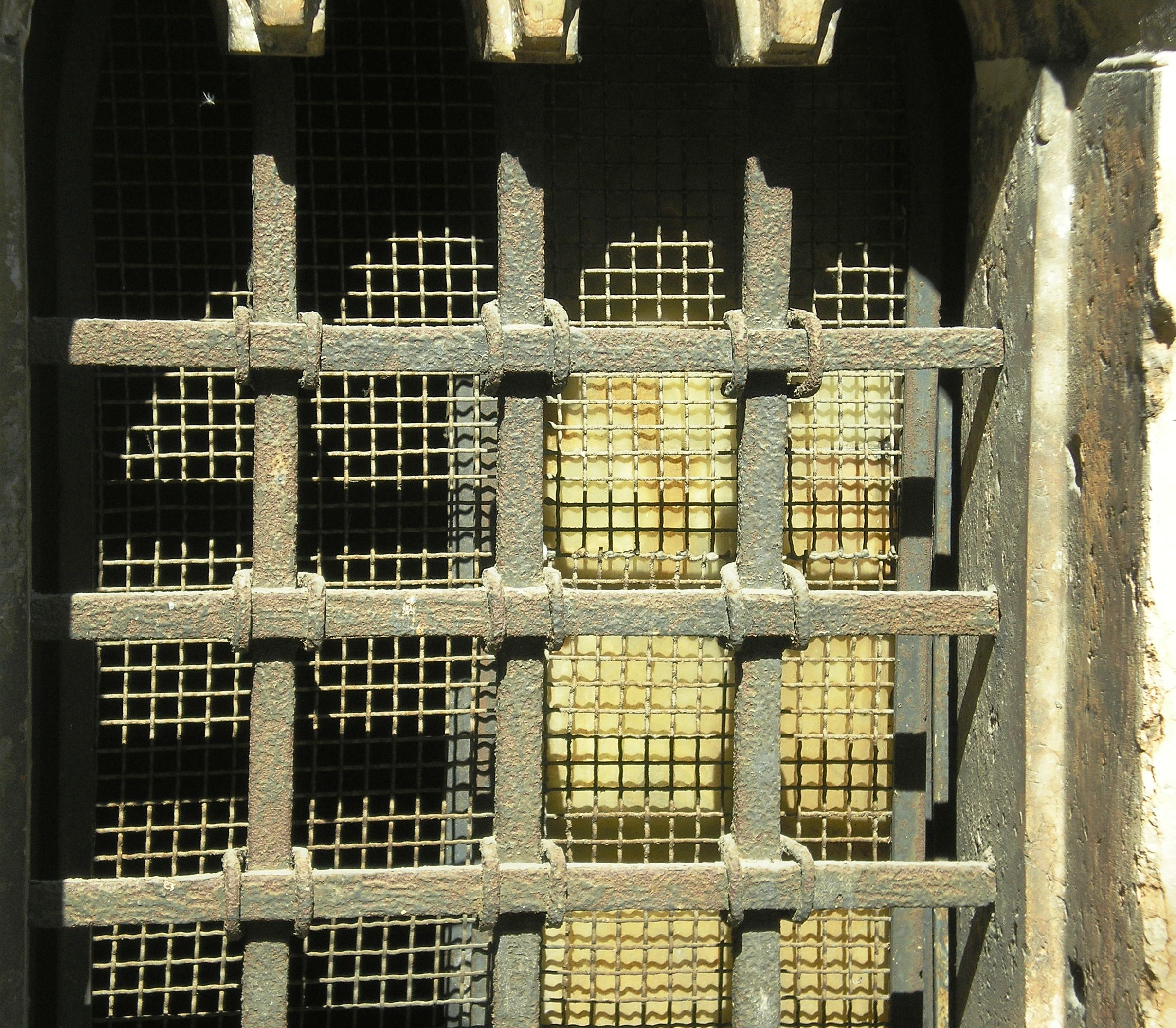
Lavorazione trecentesca dell'inferriata

#### Interno
L'austero interno a tre navate, divise da nove archi sostenuti alternativamente da colonne e pilastri, ha un grande fascino: la luce entra dall'oculo della facciata e dalle piccole finestre laterali, formando giochi d'ombra fra le navate. La decorazione è quasi assente: sono rimasti alcuni altari laterali e i resti di mosaico al centro. Non è facile distinguere quanto dell'aspetto spoglio sia dovuto alla basilica originale e quanto dipenda invece dai restauri degli anni trenta, in cui furono per quanto possibile impiegati materiali antichi.

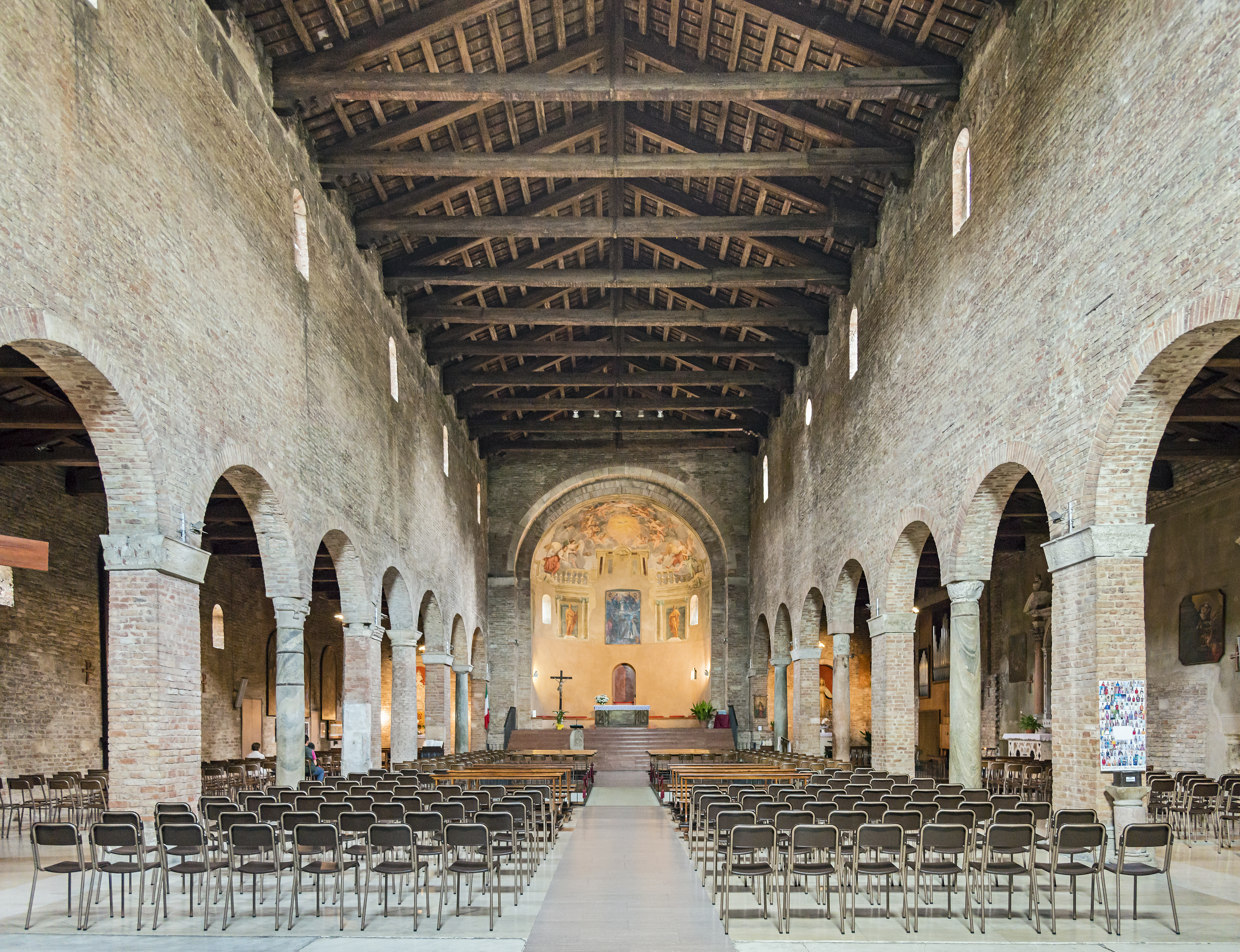
Vista della navata centrale della basilica
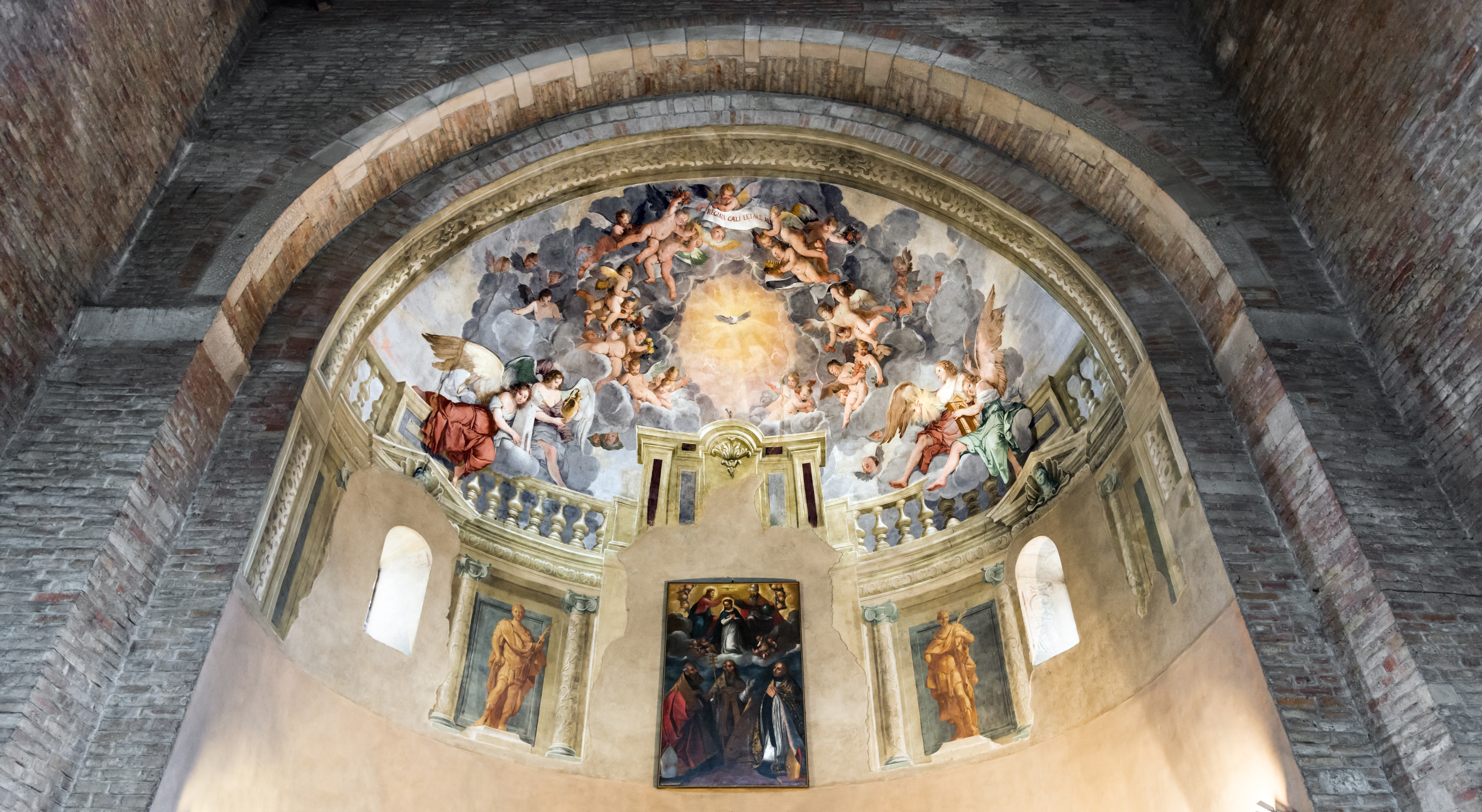
Decorazione del presbiterio
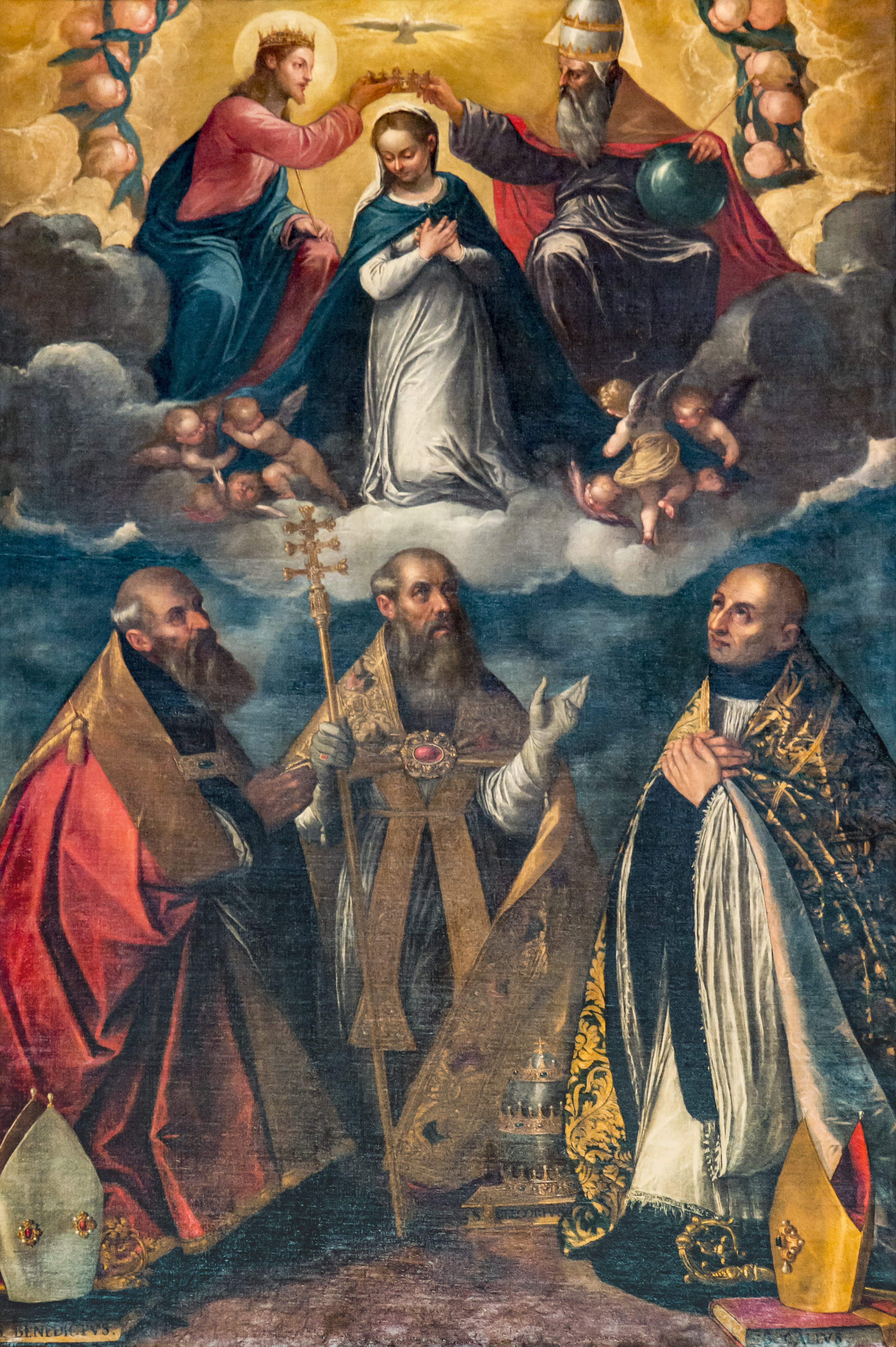
Incoronazione della Vergine di Pietro Damini
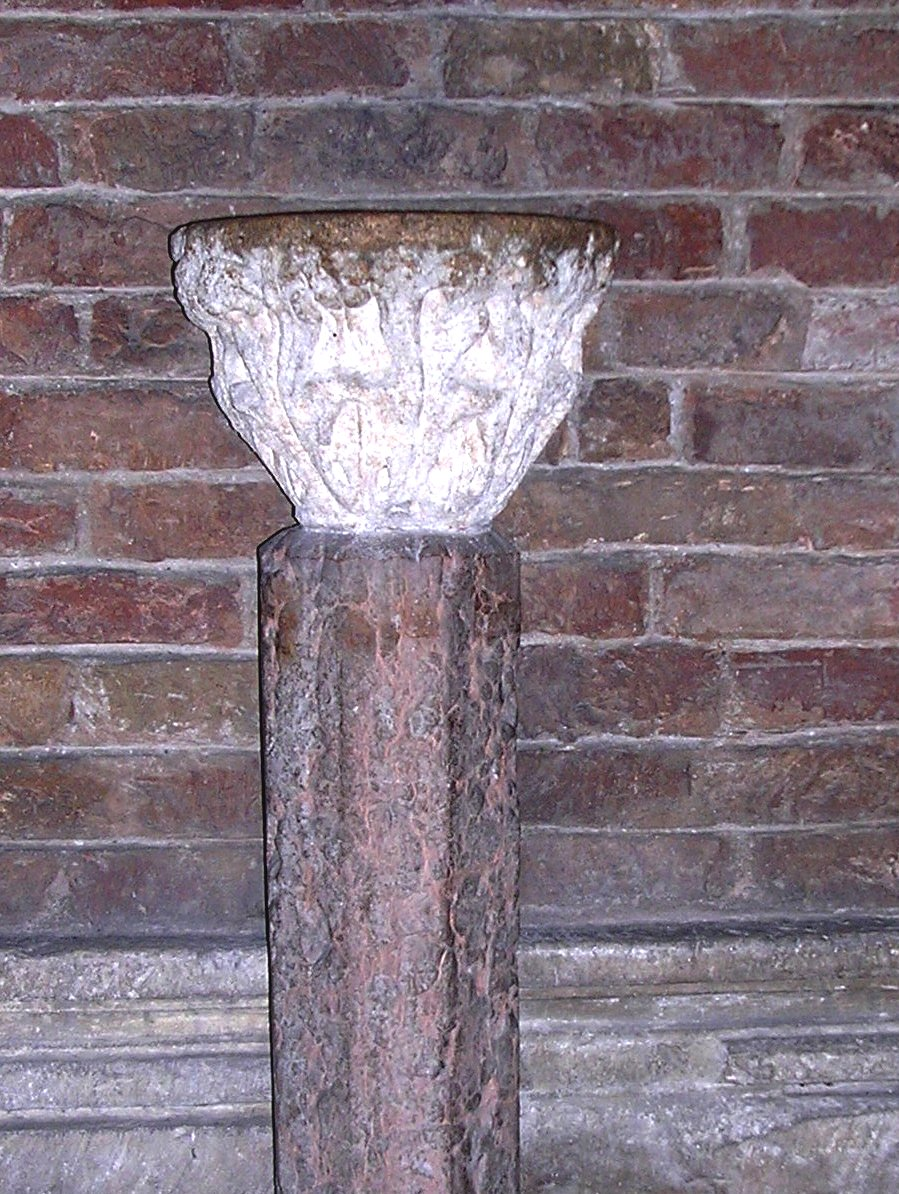
Acquasantiera
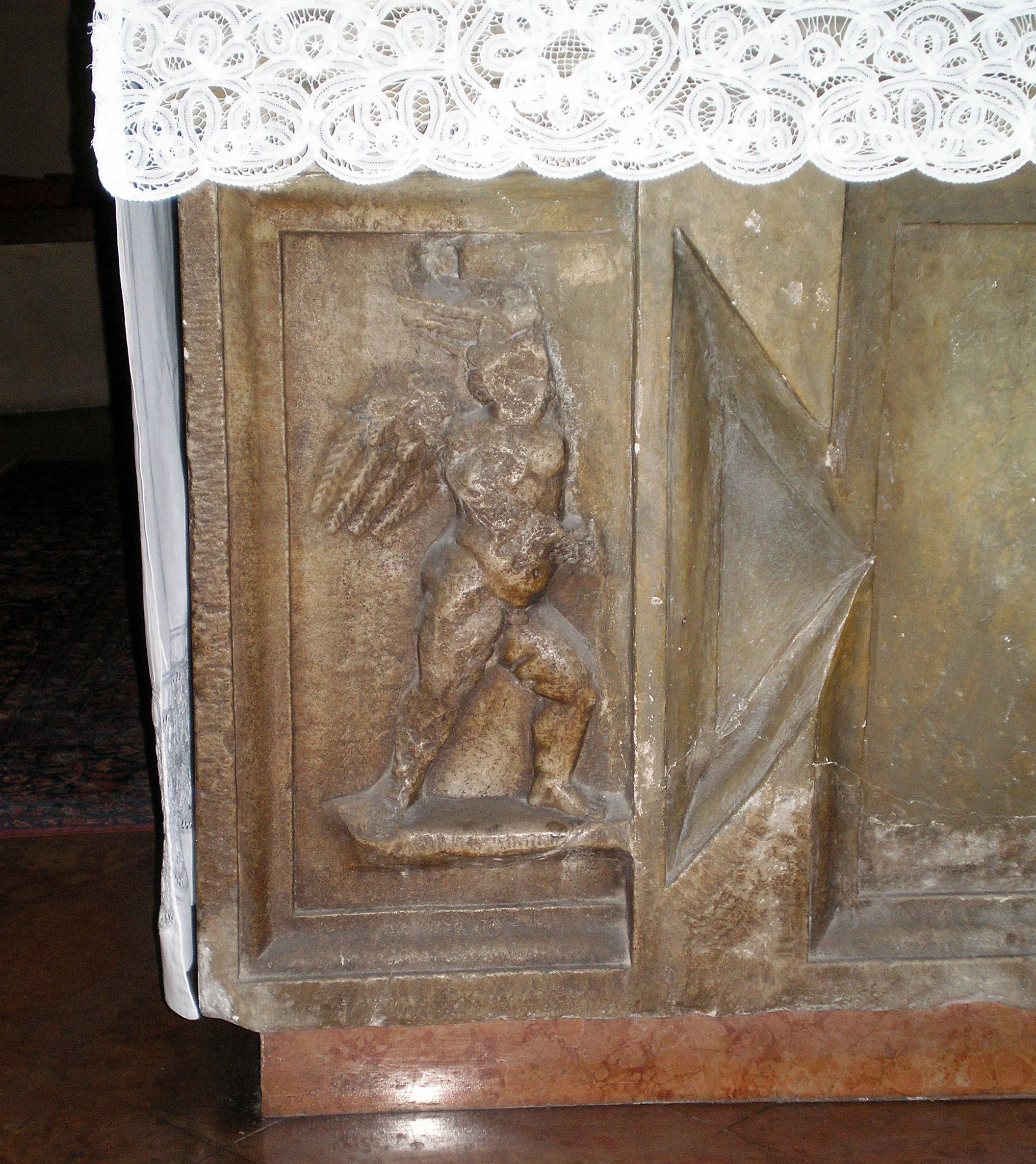
Altare maggiore
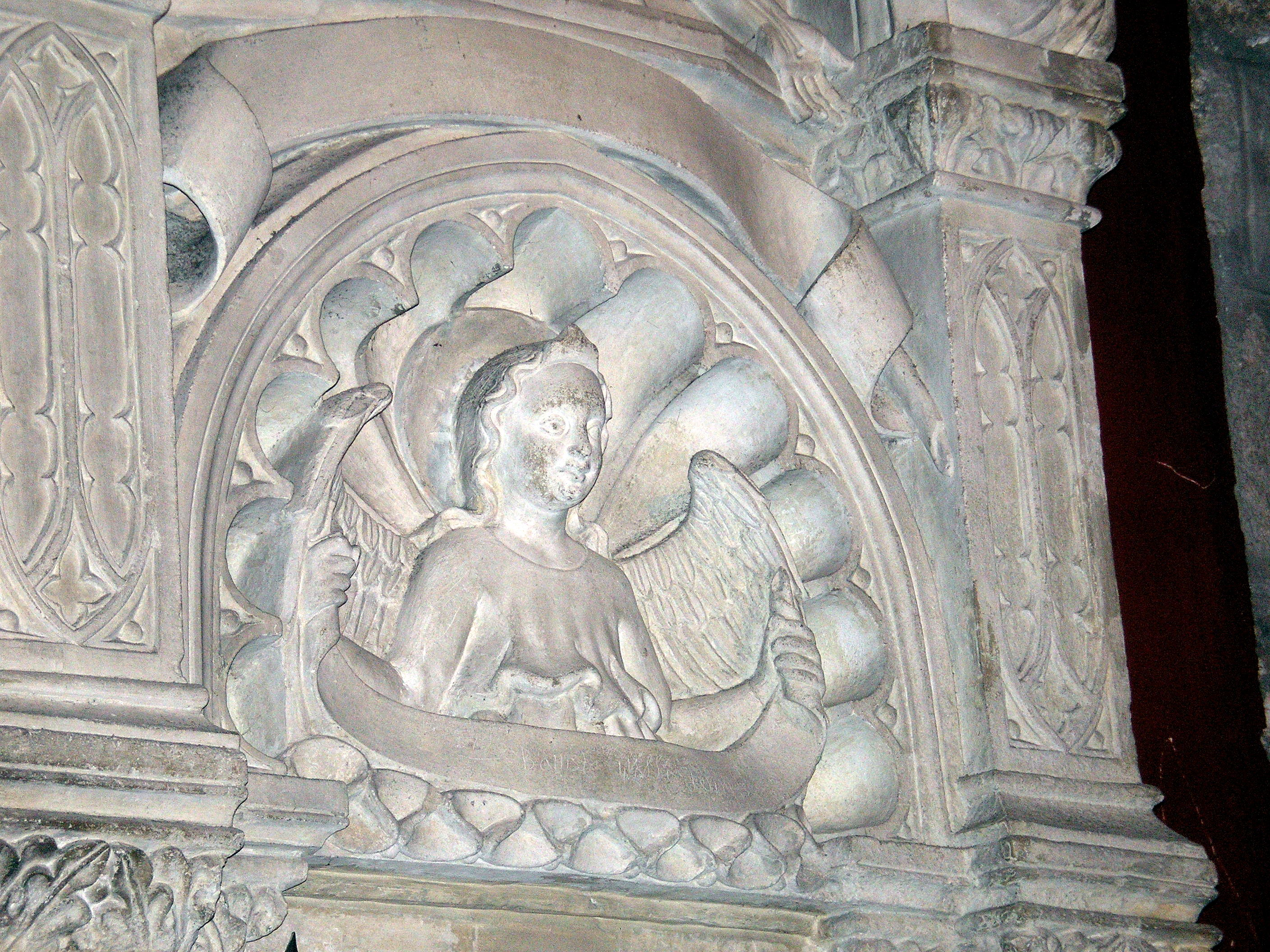
Altare del Santissimo
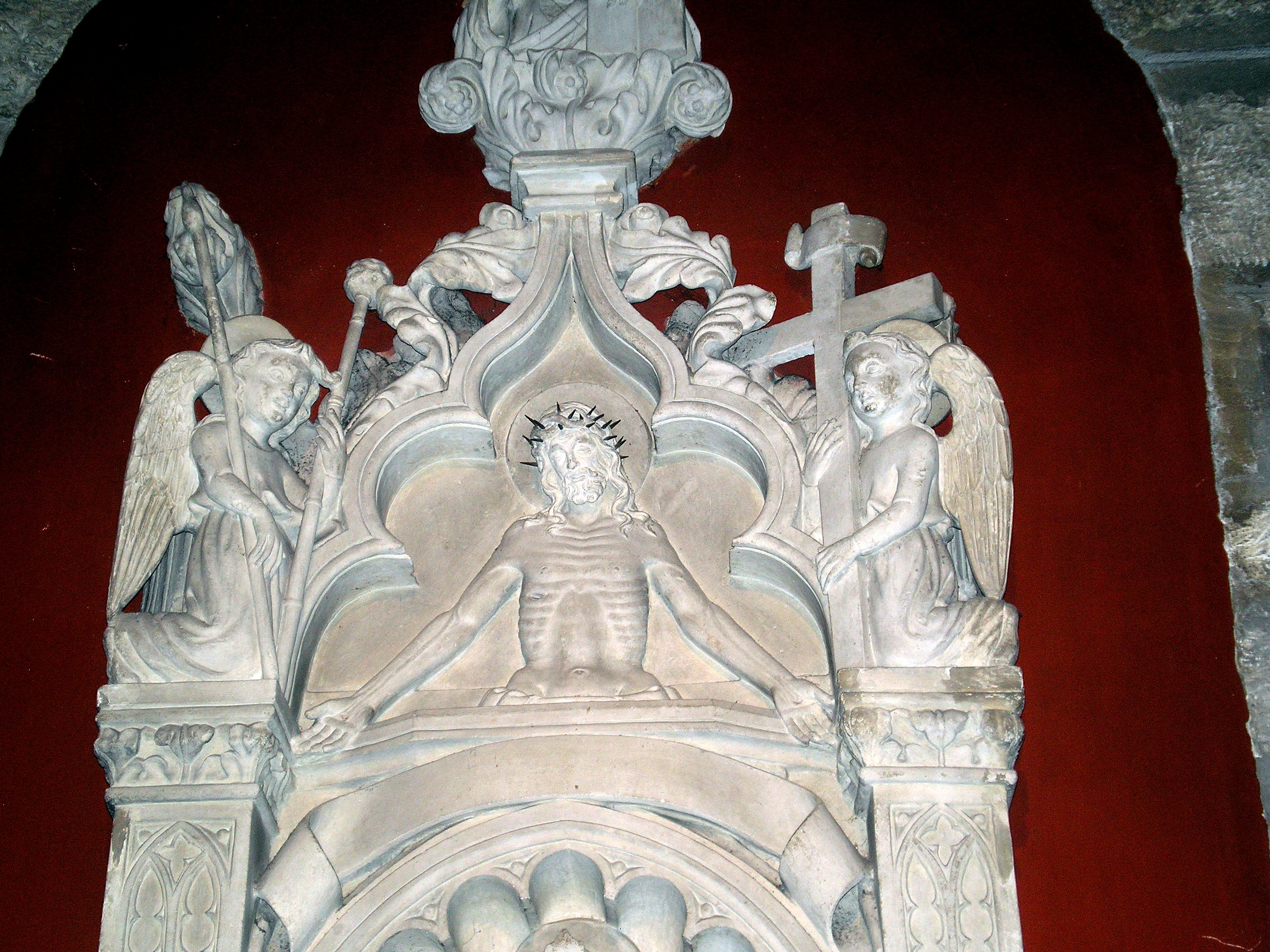
Altare del Santissimo
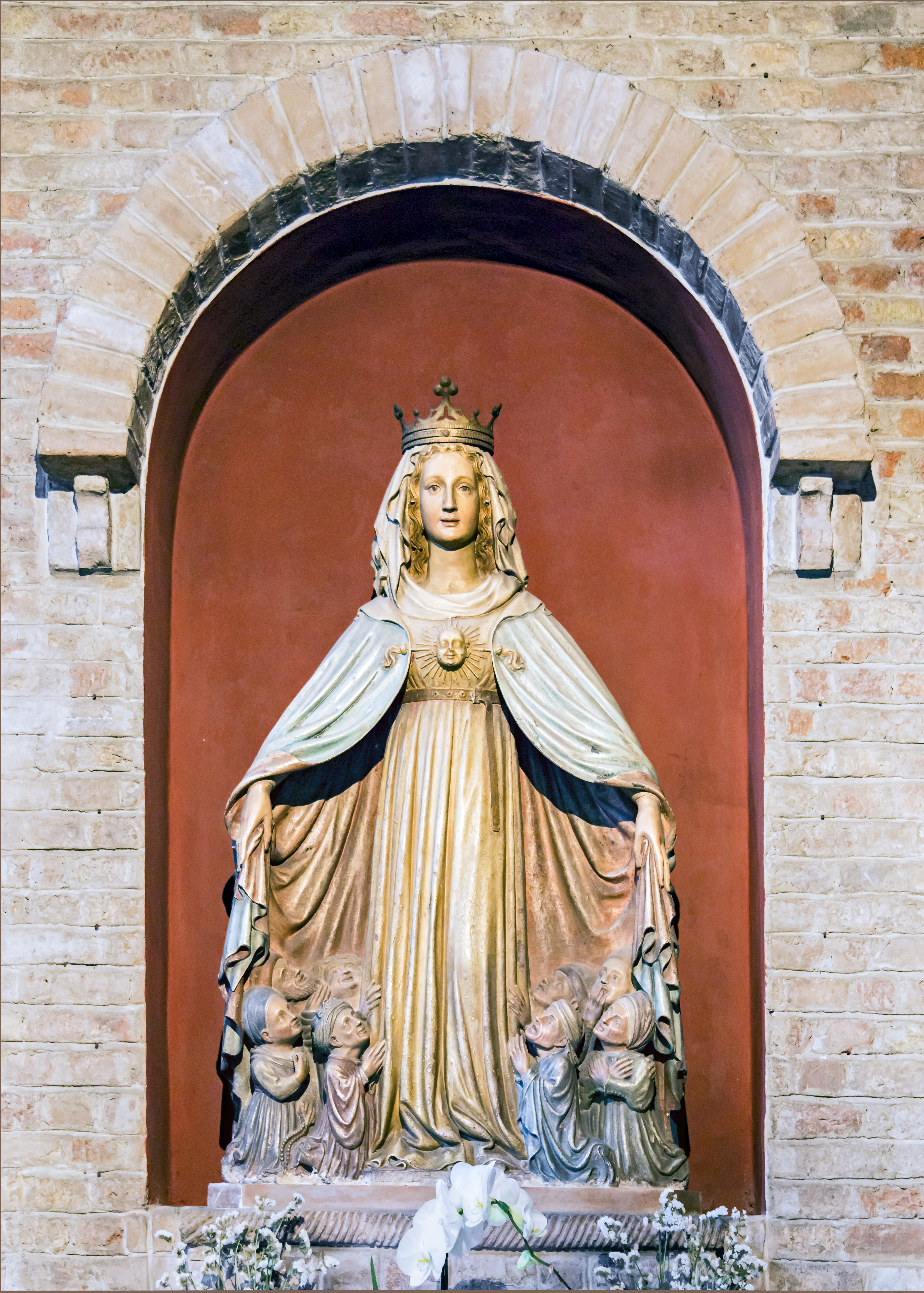
Altare della Madonna

La cripta - costruita "ad oratorio" a tre navate con volte a crociera, cui si accedeva da due scale ai lati della fronte - è databile con certezza alla seconda metà del XII secolo. Nello spessore del muro sono ricavate tre nicchie, in cui si aprono monofore strombate.

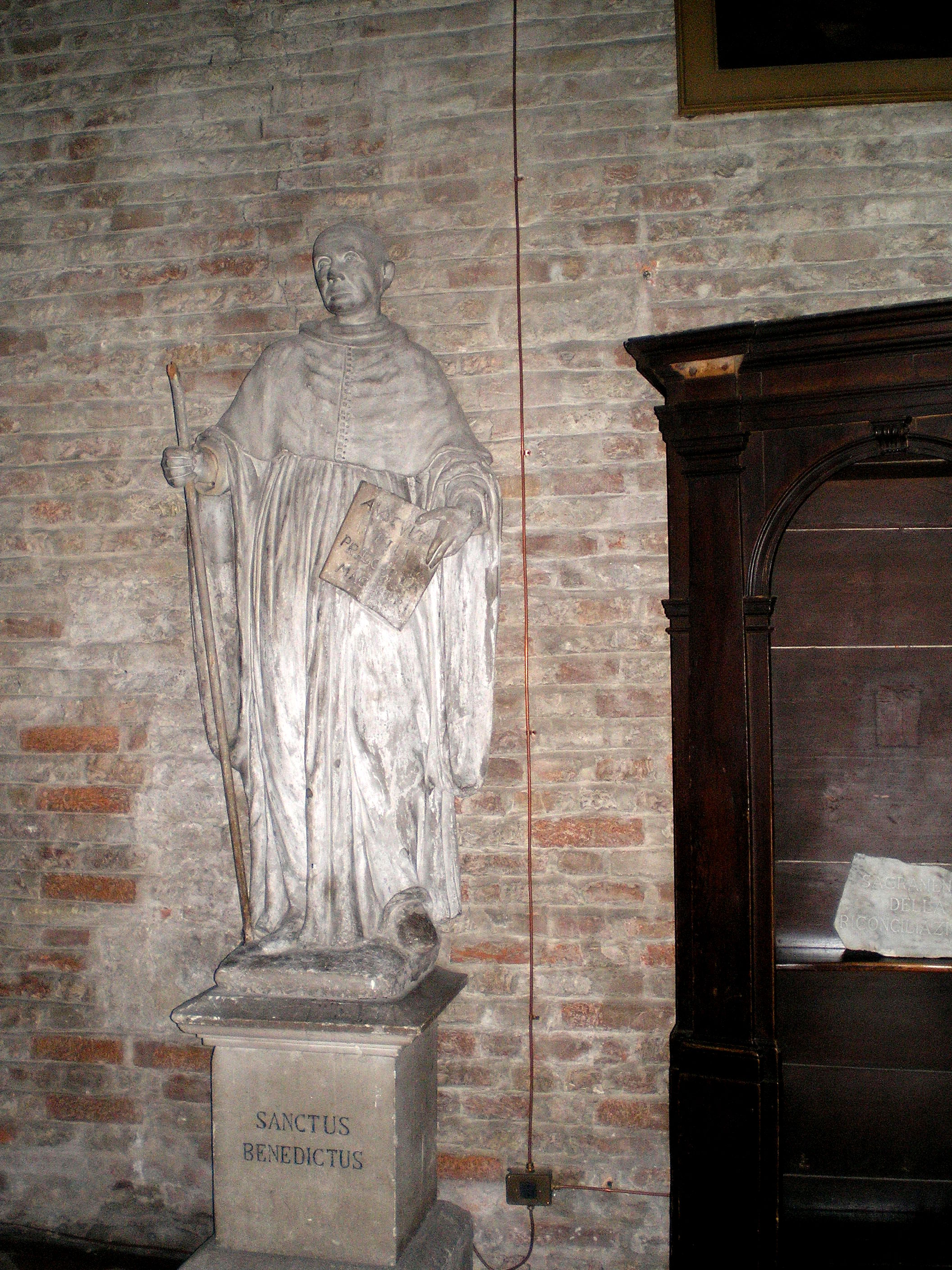
Statua di San Benedetto
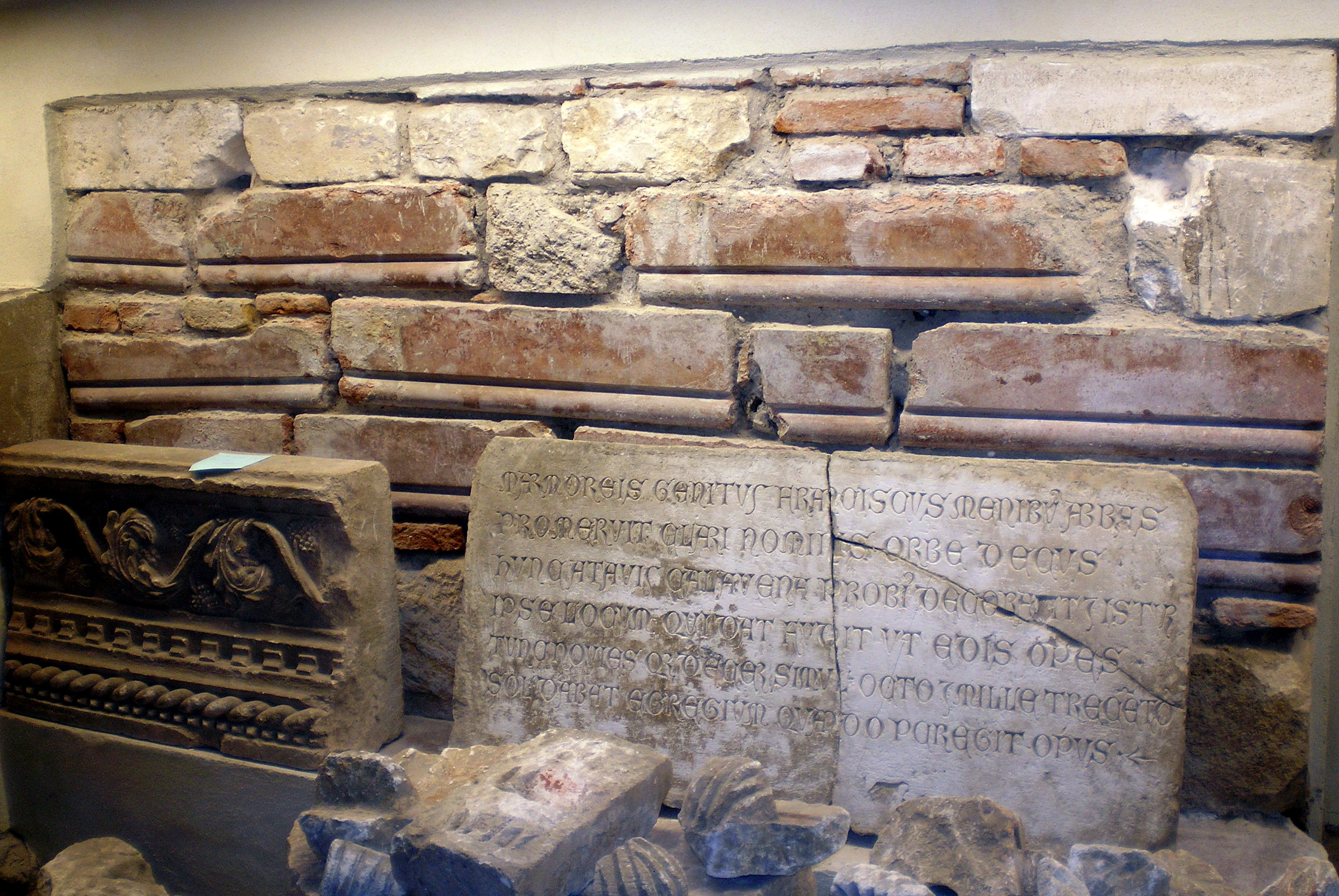
Cripta
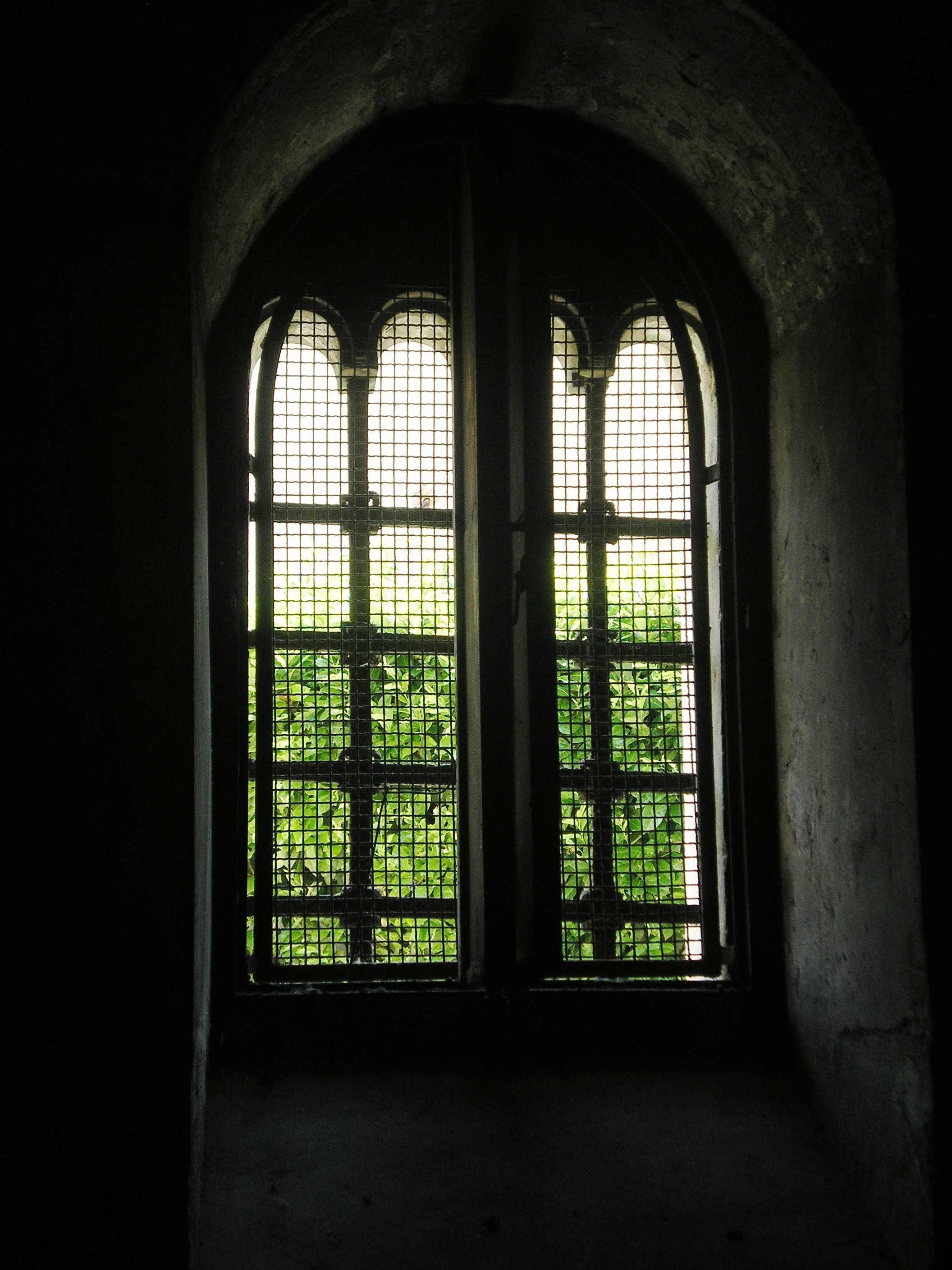
Finestra della cripta sul chiostro
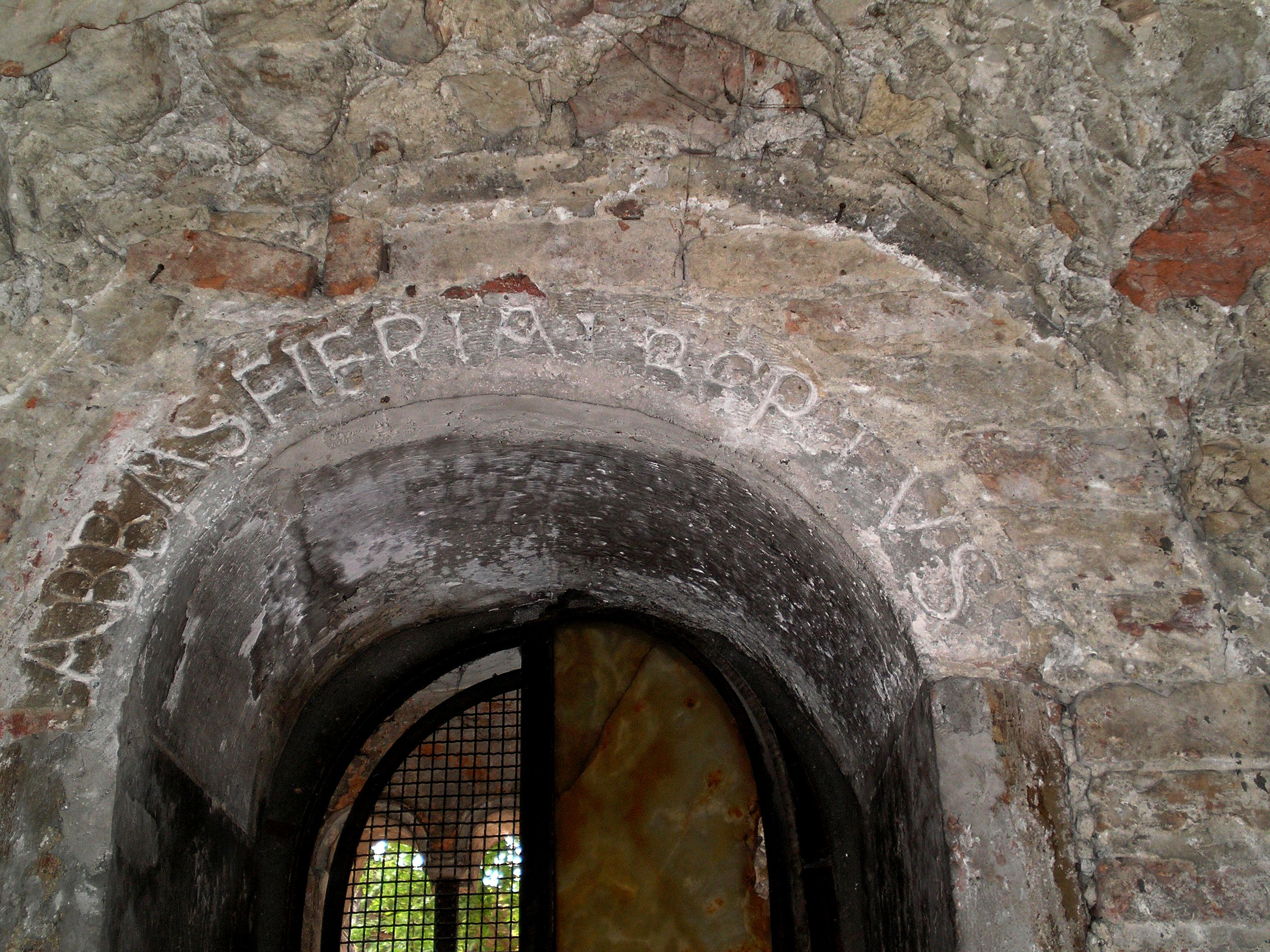
Cripta dopo il restauro
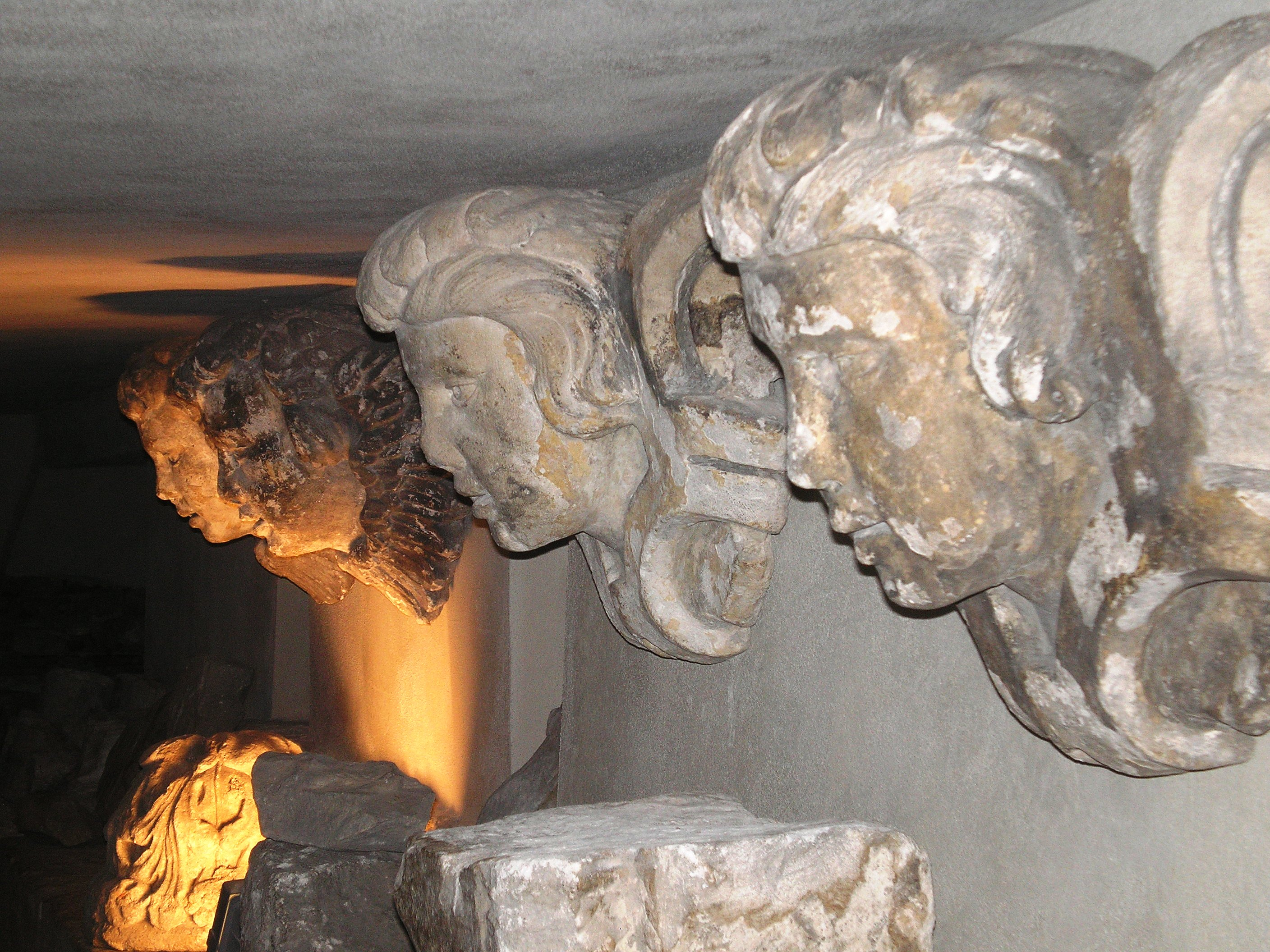
Teste d'angelo barocche nella cripta

#### Mosaici

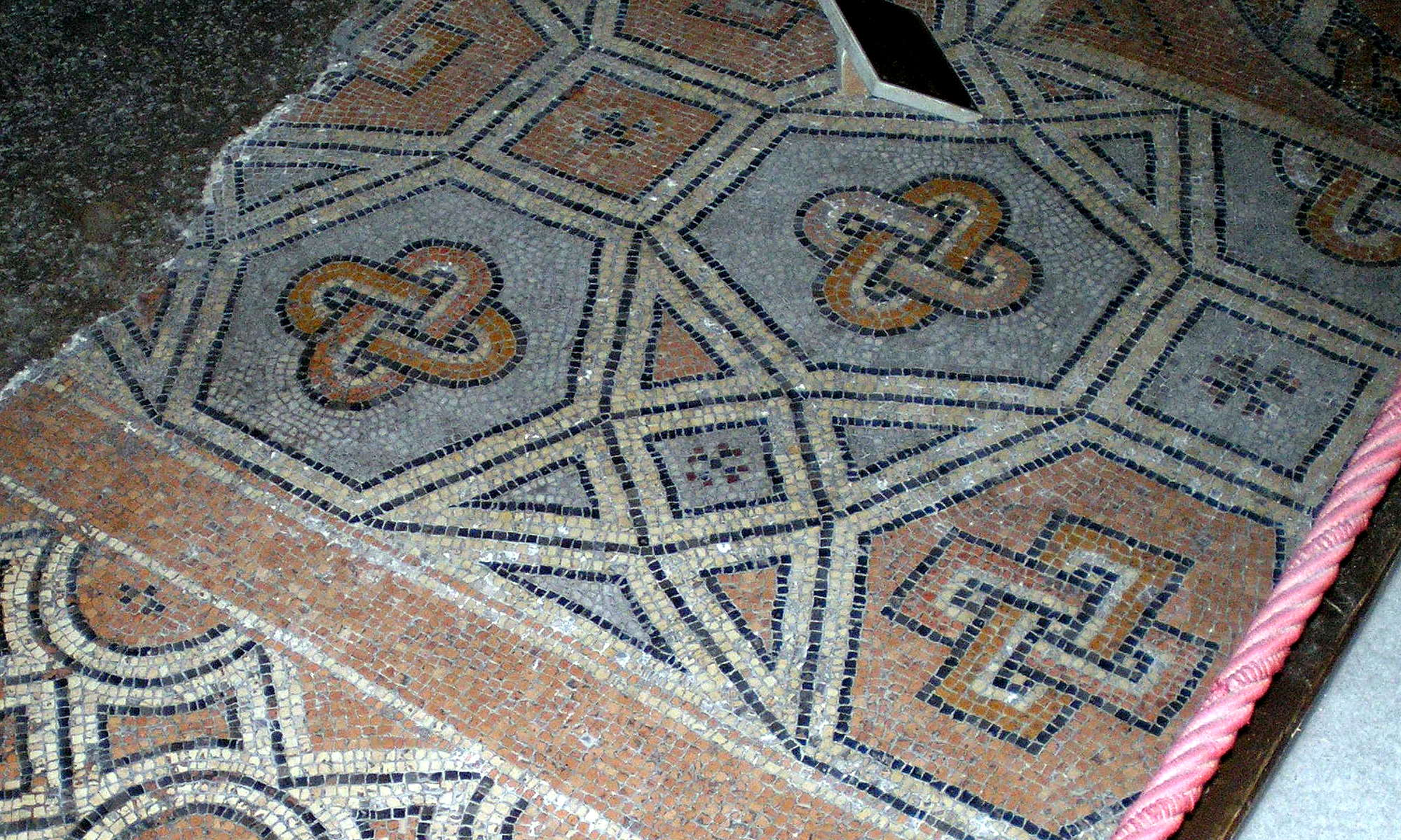
Mosaico

Il mosaico pavimentale del IV secolo - appartenente alla chiesa primitiva - rappresenta uno degli aspetti più notevoli della basilica. Nel tempo fu ricoperto da altri due strati di epoche posteriori, non a mosaico. Nell'insieme appare disorganico e frammentario, costituito da vari riquadri votivi con disegni diversi che si accostano o si sovrappongono, ai bordi dei quali appaiono i nomi dei donatori, cittadini facoltosi.
Il pannello che appare più nobile, organico e ben conservato si trova davanti all'ingresso e in asse con l'aula. È un quadrato che reca nel mezzo un clipeo composto, contornato da una matassa a due fasce e l'iscrizione Felix cum Toribius et Immola, probabilmente i nomi delle persone di rango senatoriale che lo commissionarono. Altri pannelli ex voto sono quelli di Leontius et Mariniana, di Carpi et Penetia, di Splendonius et Justina e altri.
Altri due tratti musivi furono scoperti rispettivamente nel 1905 e nel 1938. Si tratta di un mosaico molto regolare, composto di cerchi collegati da righe nere, ciascuno contenente un altro cerchio concentrico e nel mezzo una piccola croce. Altri due lacerti furono scoperti nel 1974 e nel 1979. Tutti questi tratti di pavimento appartenevano alla basilica del V secolo e, pur appartenendo al medesimo ambiente culturale di quello della chiesa primitiva, sono qualitativamente più raffinati.

#### Sacrestia

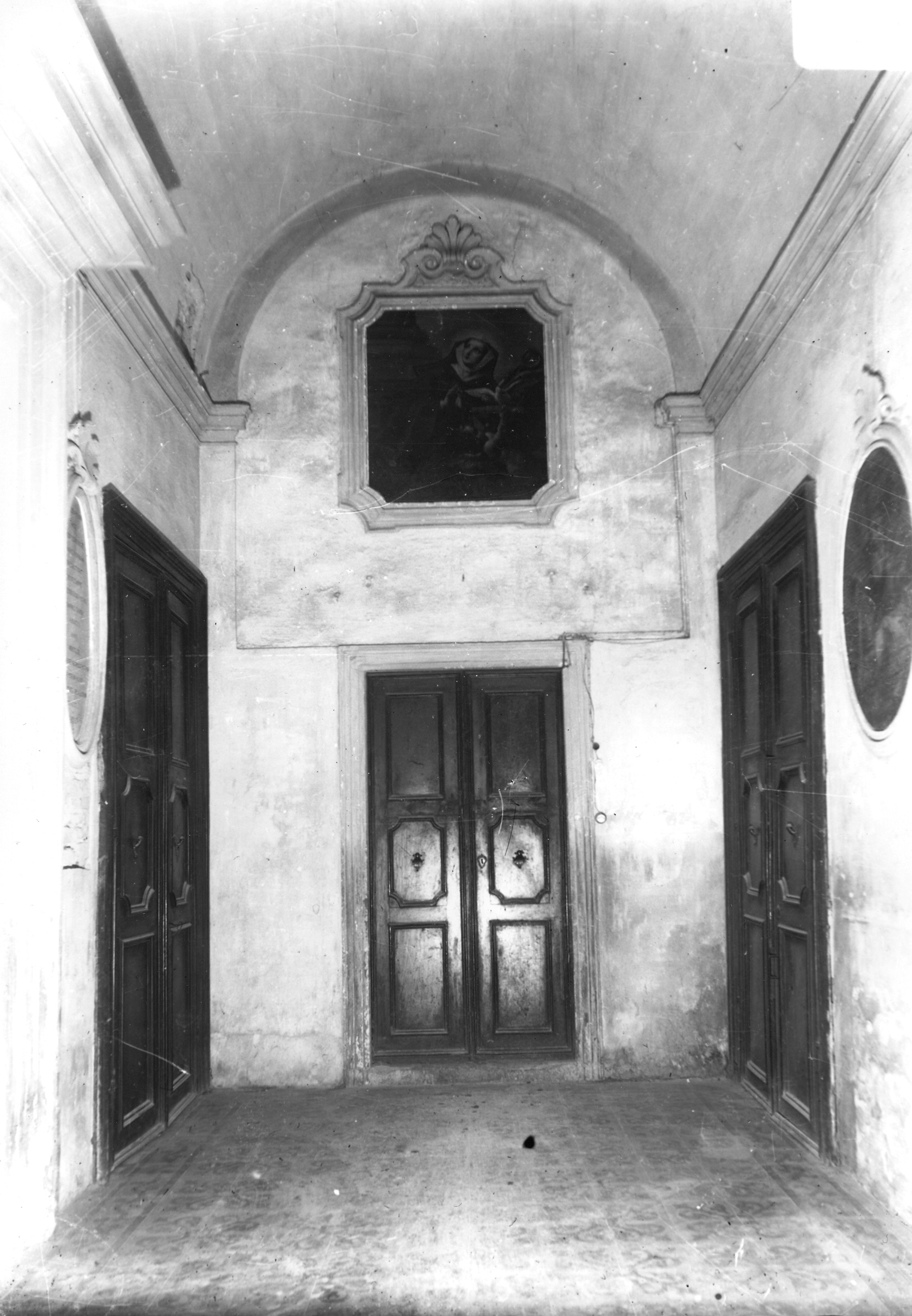
Accesso alla sacrestia, foto anni trenta
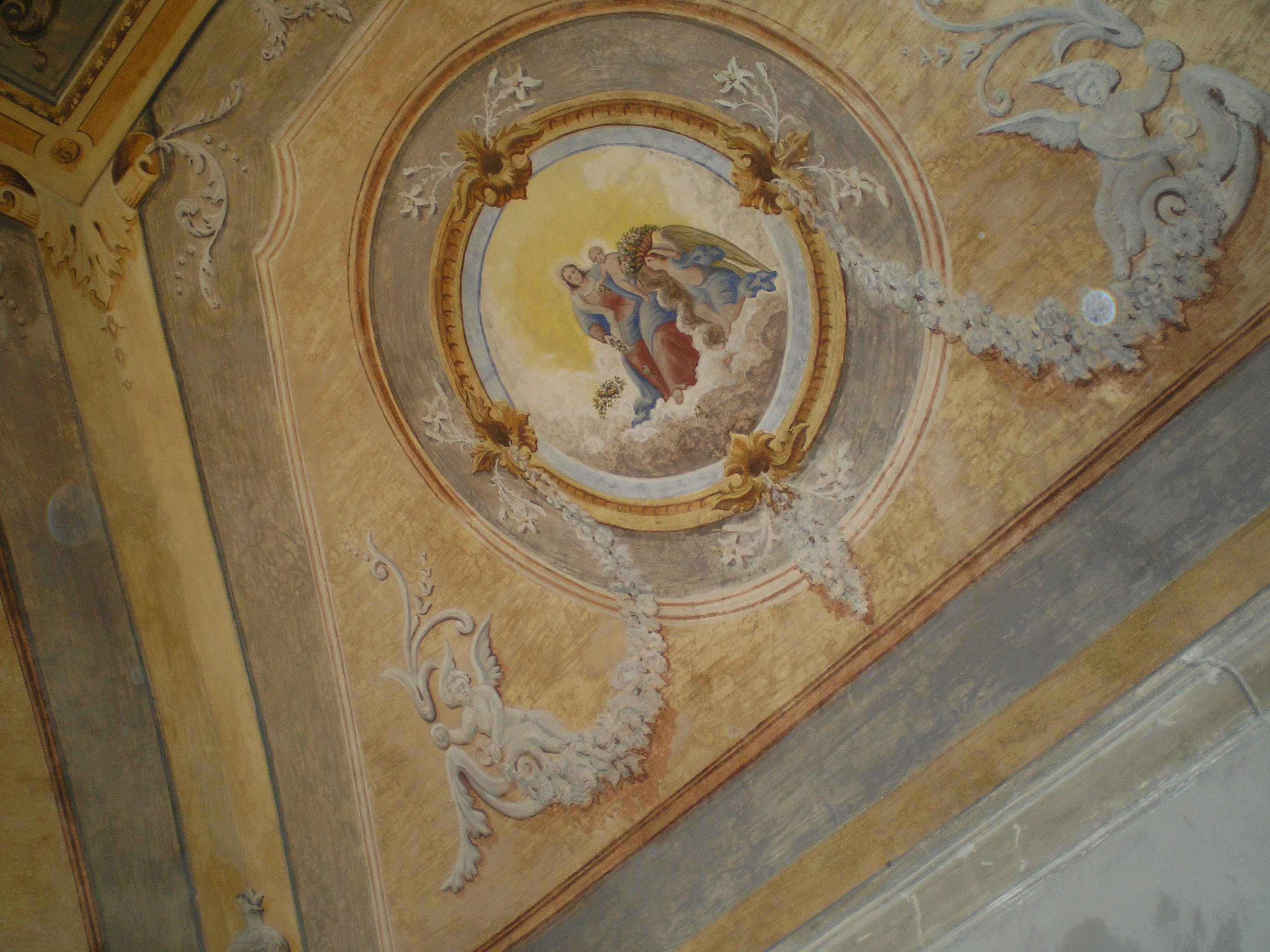
Affreschi in sacrestia
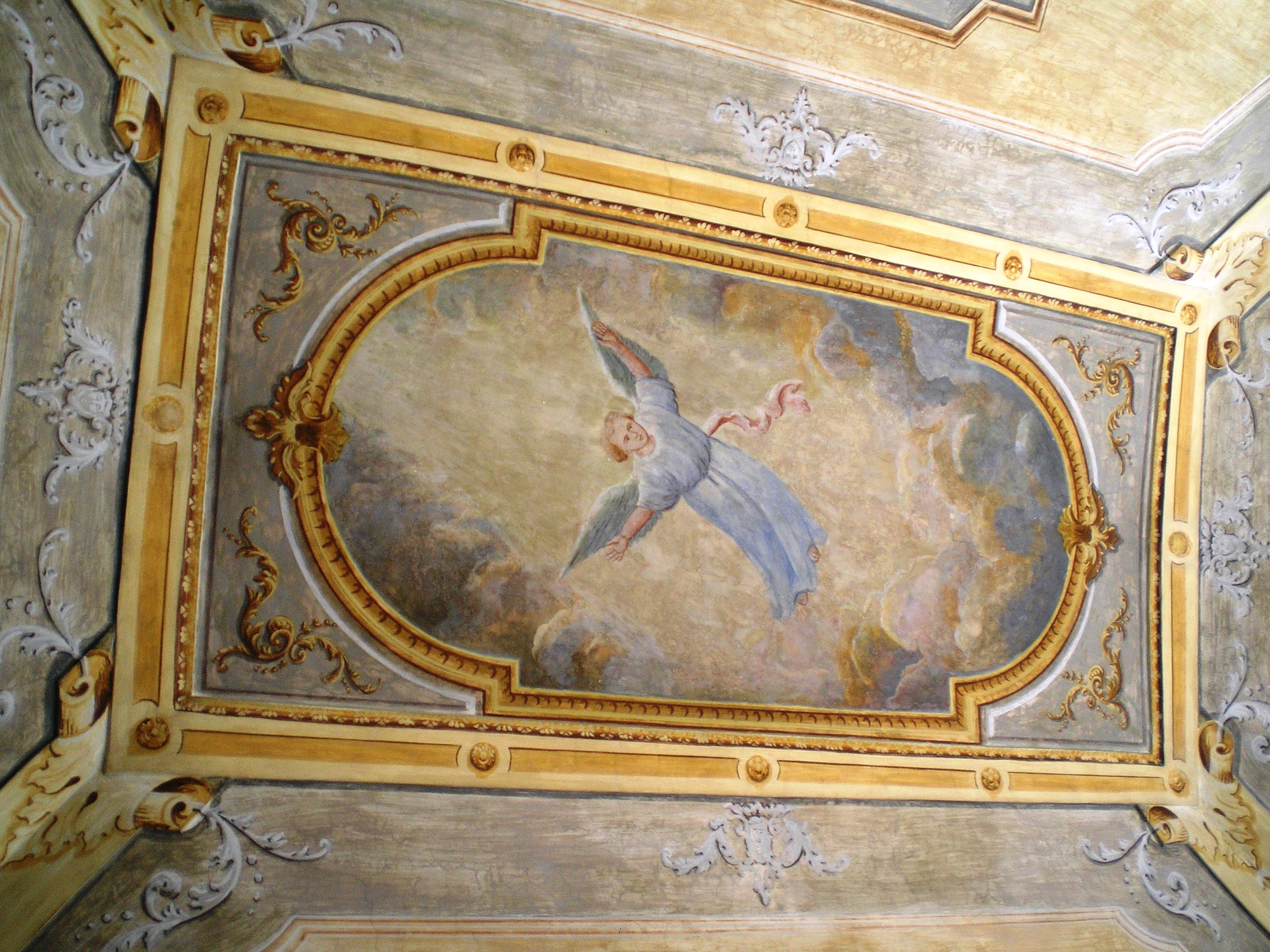
Affreschi in sacrestia
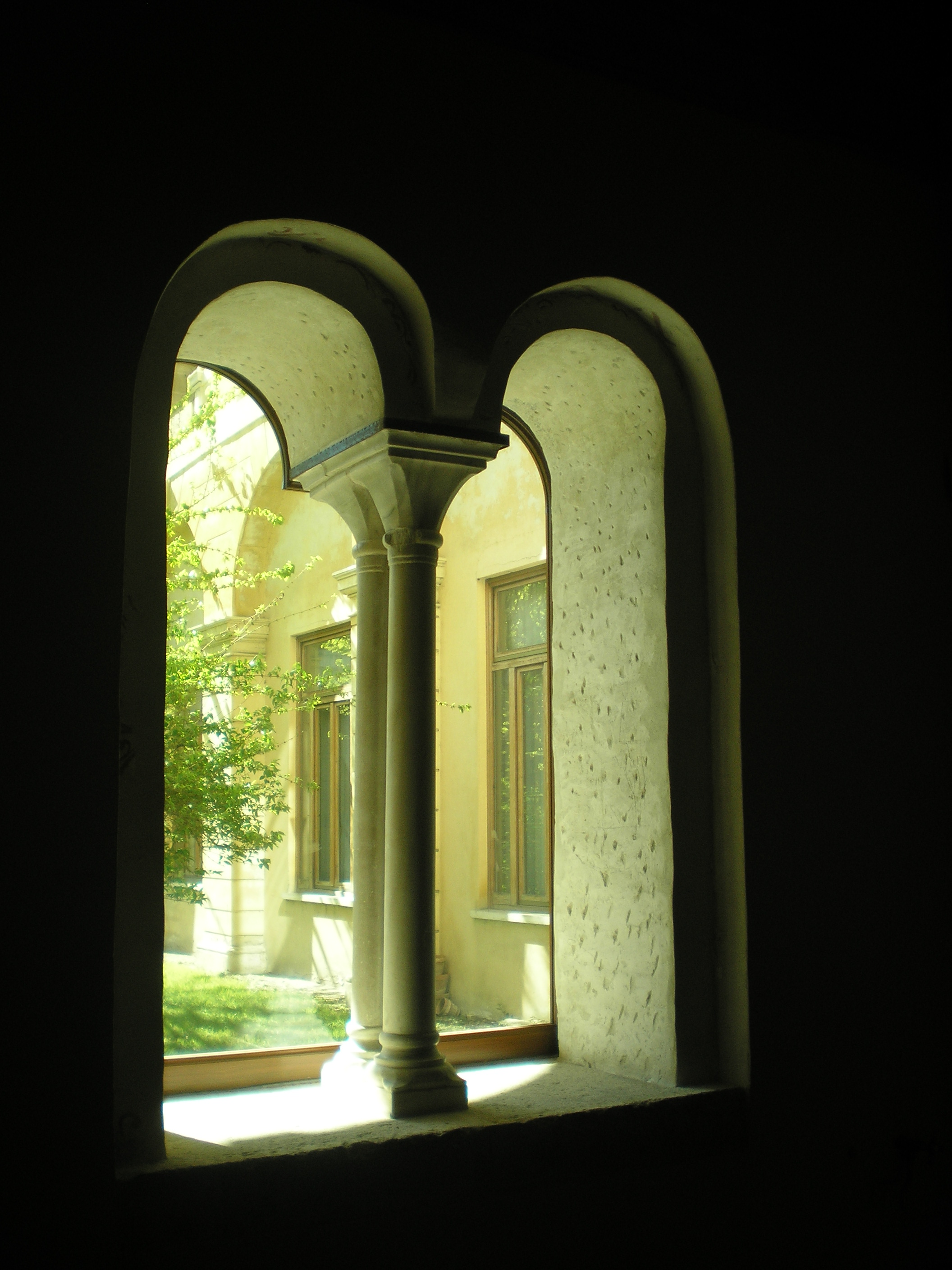
Finestra della sacrestia
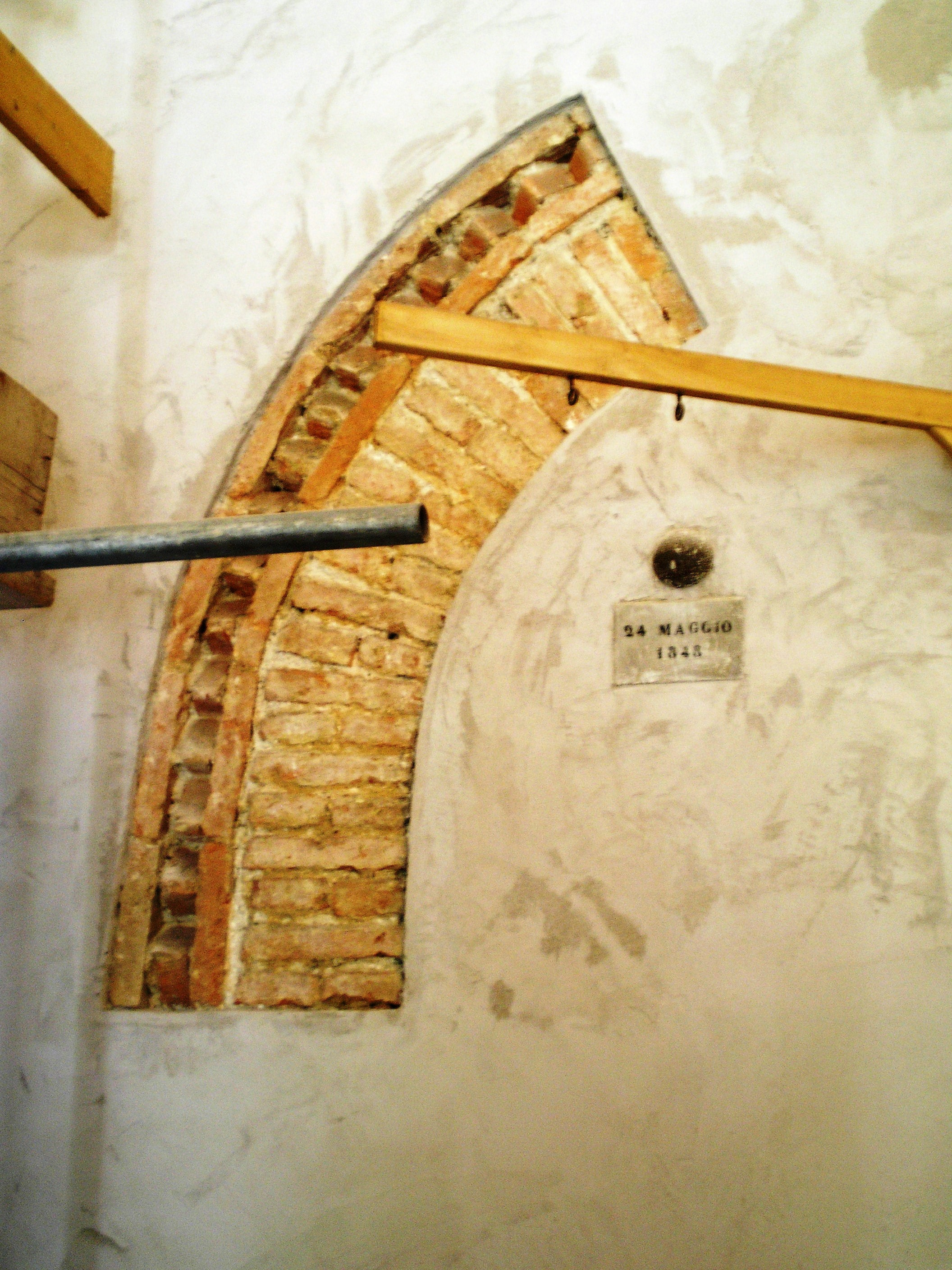
Palla di cannone austriaca del 1848

### Area antistante la facciata
La fascia selciata antistante la facciata segnala l'area dell'antico nartece; in epoca romanica però essa era scoperta; probabilmente sopra al portale v'era un piccolo protiro. Più avanti è la colonna di San Gallo che, in una sorta di lanterna, mostra l'immagine della Vergine e, a cavallo, quella dei santi Felice, Fortunato e Gallo. La colonna era posta poco fuori la Porta del Castello e serviva a reggere uno stendardo, in occasione delle annuali fiere di San Felice il 15 agosto e di San Gallo il 16 ottobre; fu atterrata dai francesi durante l'assedio del 1805 e, in seguito, rialzata e collocata davanti alla facciata della basilica.
Davanti alla chiesa sono stati collocati alcuni sarcofagi romani e paleocristiani, a ricordo del fatto che tutta l'area era destinata a cimitero. Negli anni trenta i sarcofaghi furono traslati a Gardone Riviera, perché erano stati donati a Gabriele D'Annunzio per il Mausoleo in costruzione nel parco del Vittoriale. Successivamente però il poeta decise di utilizzare delle repliche moderne, così gli originali tornarono a Vicenza. Un sarcofago vicentino tuttavia è rimasto al Vittoriale ed è esposto nel percorso che dalla villa porta al Mausoleo.

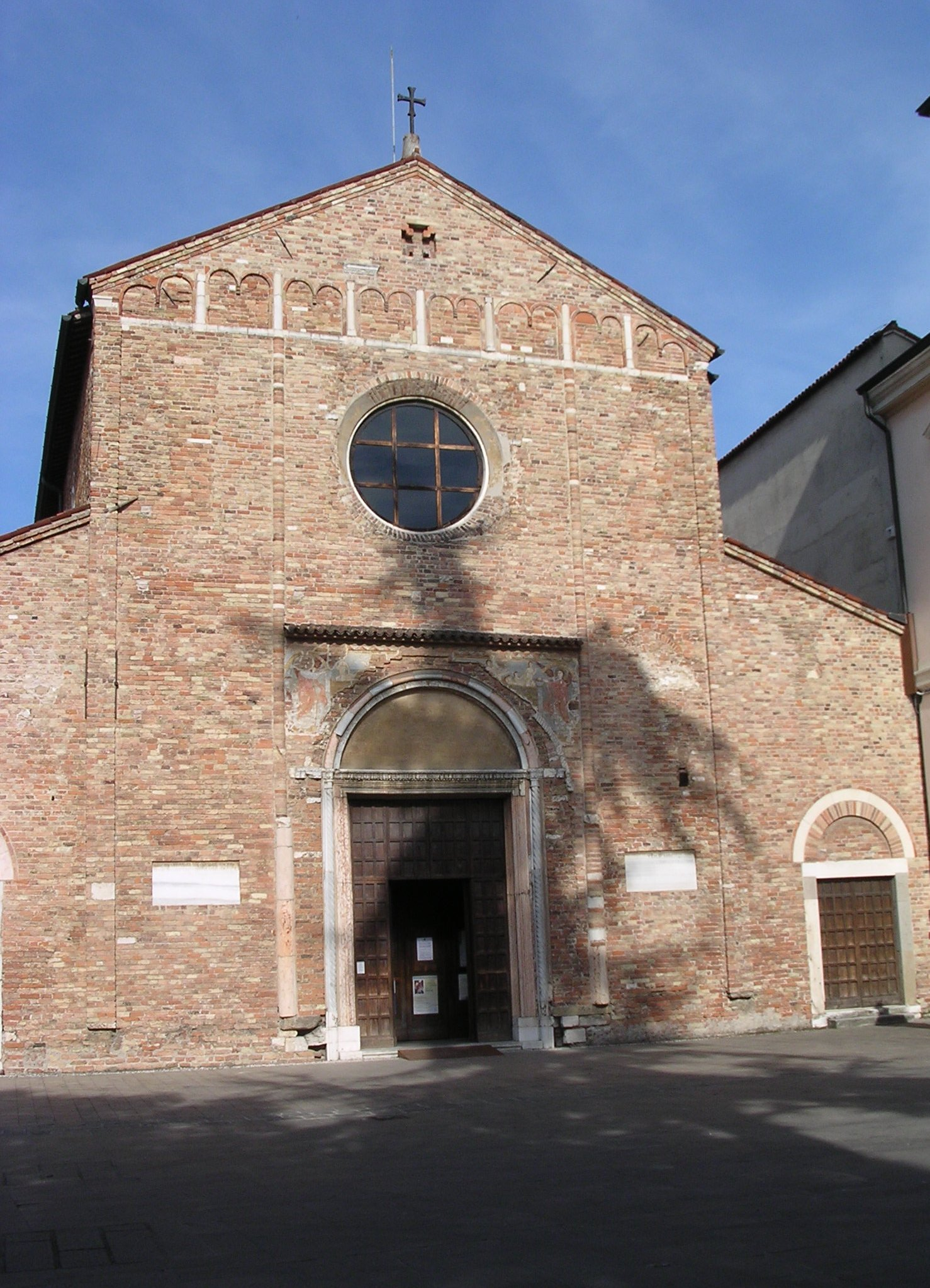
Cortile e sagrato
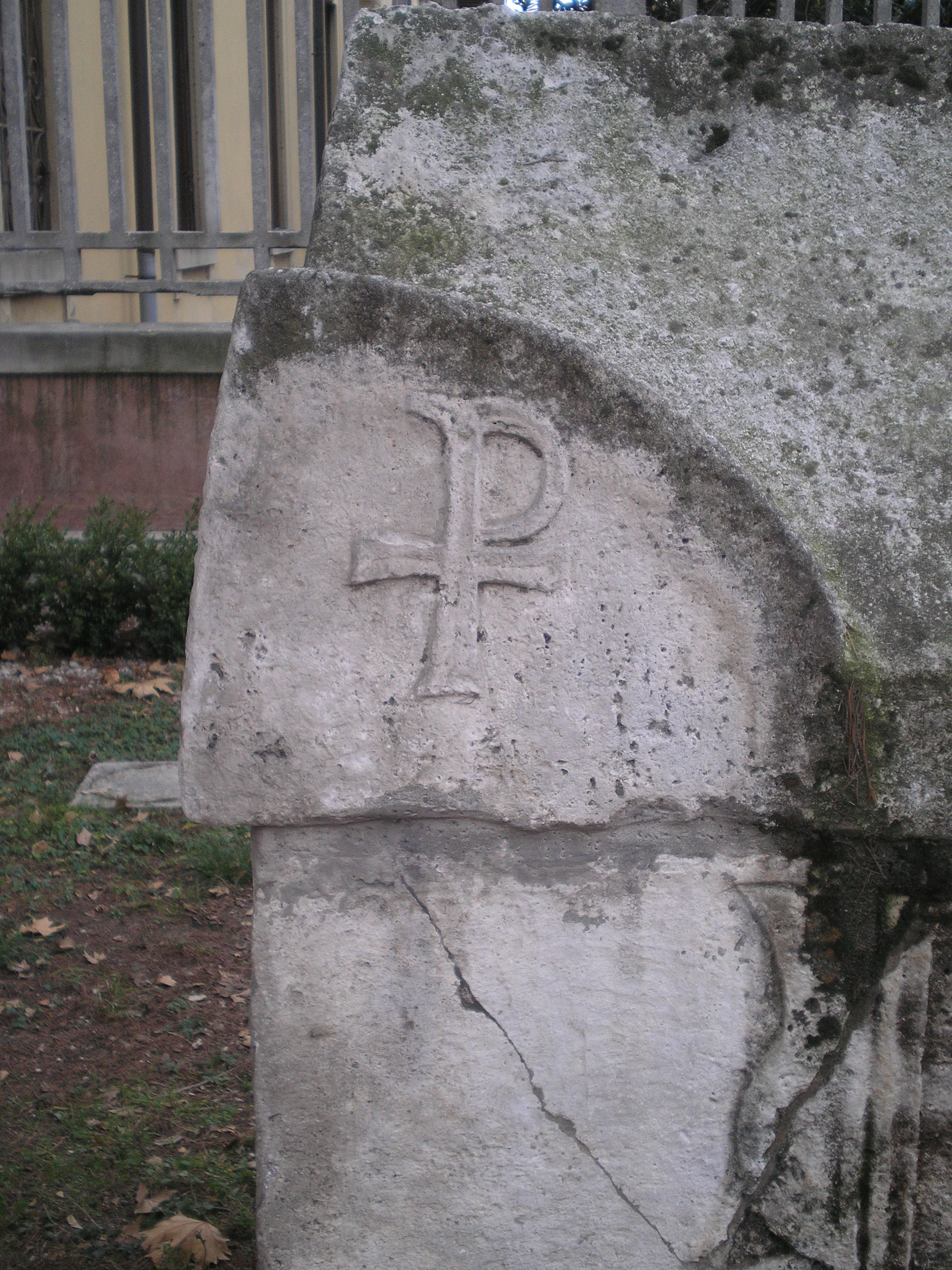
Dettaglio di sarcofago

### Campanile
Sul lato nord della basilica vi è il caratteristico campanile, la parte meglio conservata del complesso basilicale, l'unica che uscì indenne dai rifacimenti barocchi.
Probabilmente eretto nel X secolo come torre a protezione della basilica, rimase parzialmente distrutto in seguito al terremoto del 1117. Nella ricostruzione, che lo trasformò in torre campanaria, della struttura originaria fu conservato il basamento - costituito in gran parte da pietre romane - e la struttura fino a un terzo dell'altezza totale.
La seconda parte presenta una cornice ad archetti - identici a quelli dell'abside e quindi con ogni probabilità anch'essa della prima metà del XII secolo.
Durante il XIV secolo furono aggiunti il tiburio e la merlatura, che costituiva il cammino di ronda e trasformava il campanile in torre di avvistamento e difesa, collegata alla vicina fortezza della Rocchetta, funzione che in effetti ebbe, tanto che all'interno era stata costruita una cisterna per raccogliere l'acqua da utilizzare in caso di assedio.
Attualmente il campanile è alto circa 42 metri e, per il cedimento del terreno su cui è edificato, è inclinato di 70 cm. dall'asse verticale. L'importanza di questa costruzione è tale da considerare il meridiano della città passante per il campanile stesso. Ospita 10 campane in scala diatonica di Fa# maggiore. Il concerto viene movimentato manualmente con il tradizionale suono "a corda" da parte della scuola campanaria di San Marco.

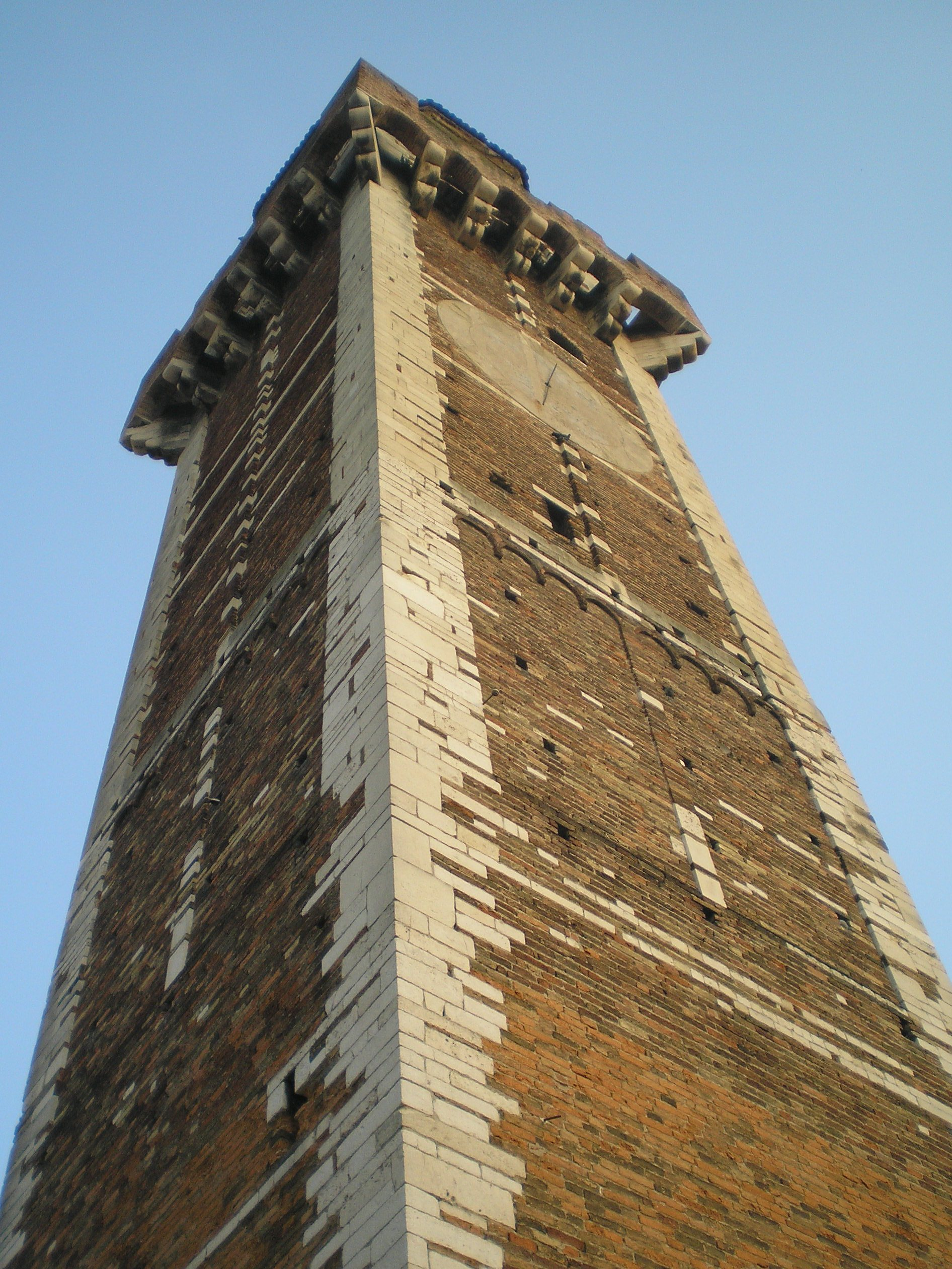
Torre prima del restauro
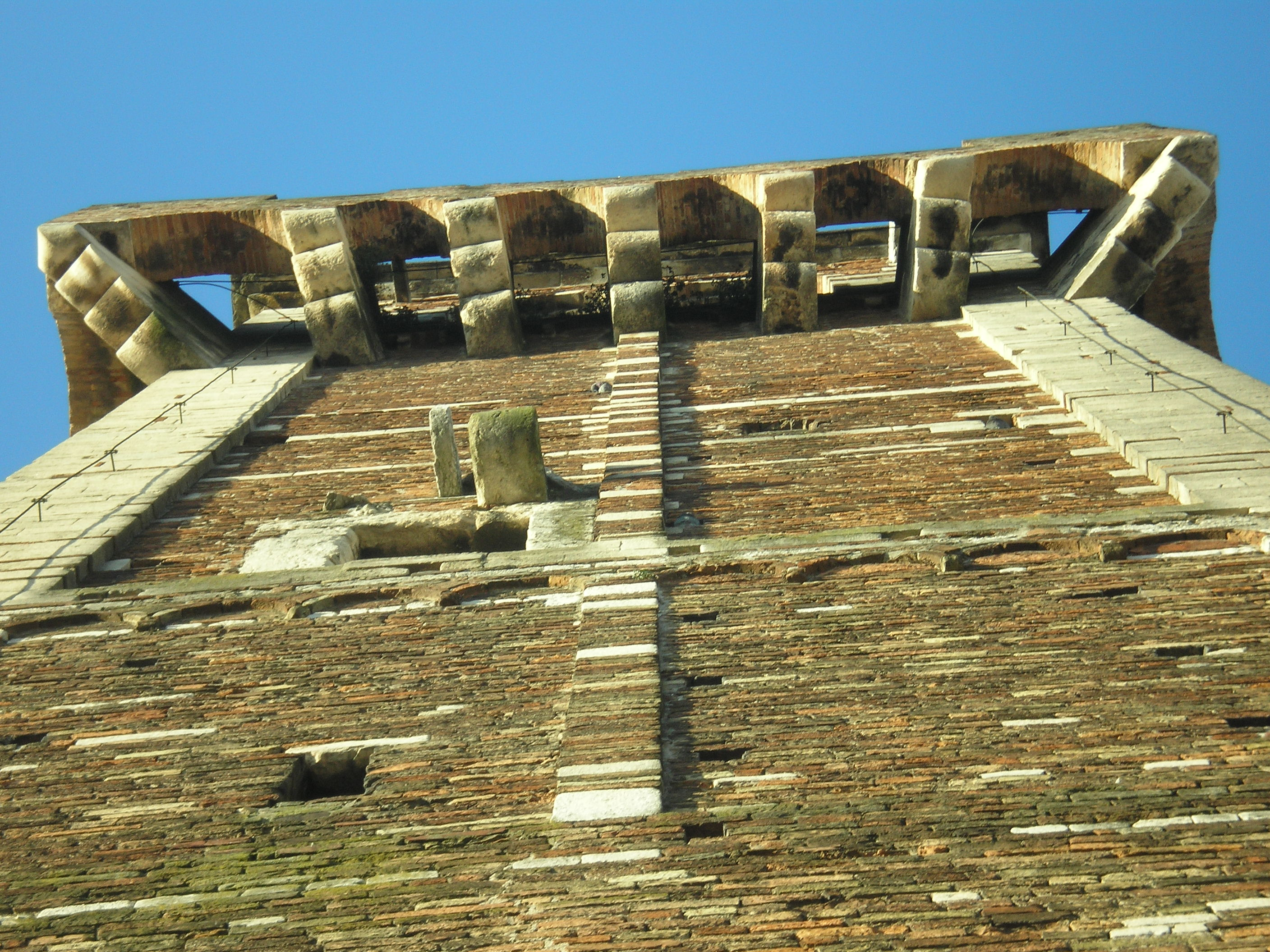
Merlatura di fine XIV secolo
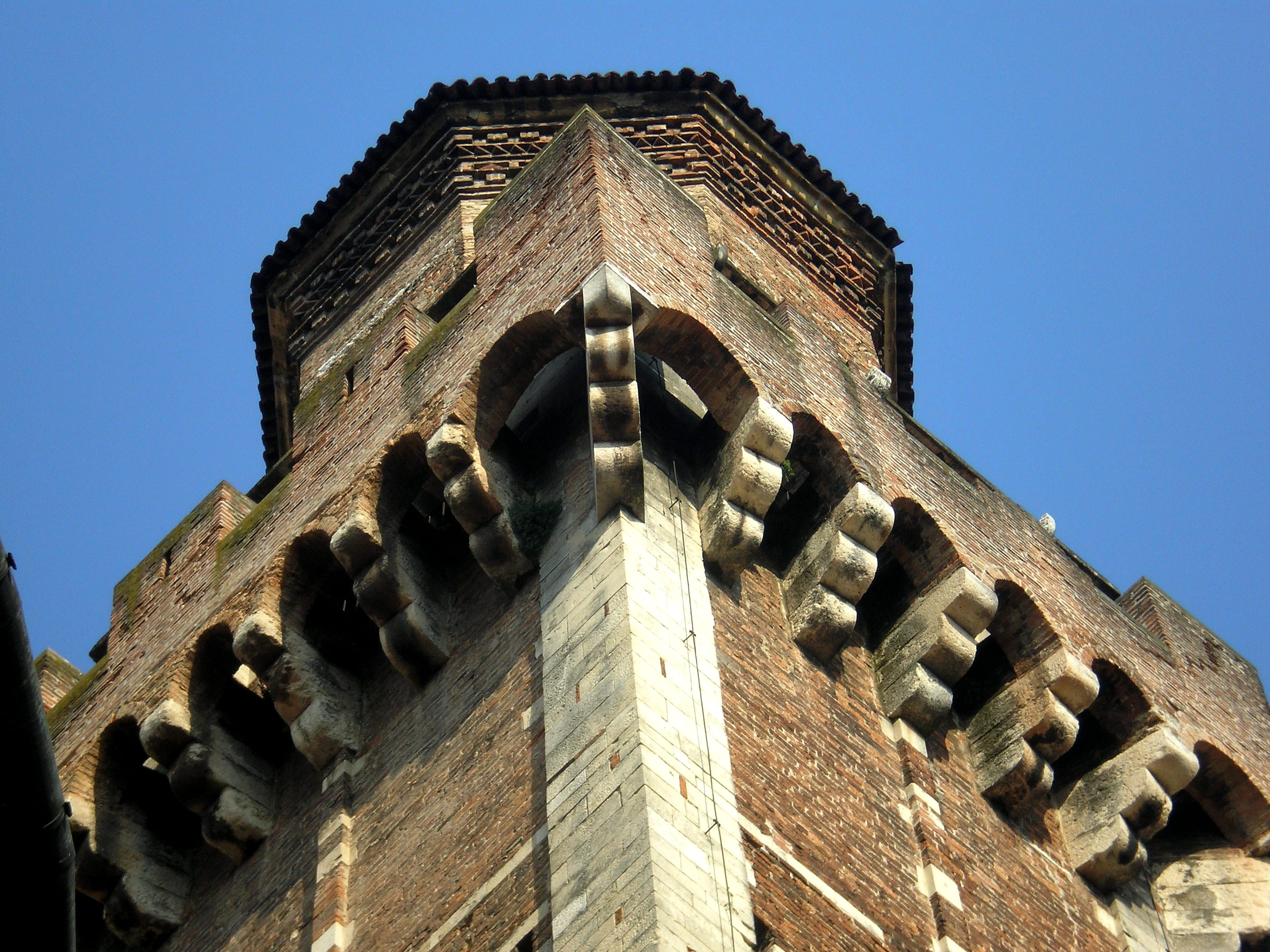
Merlatura
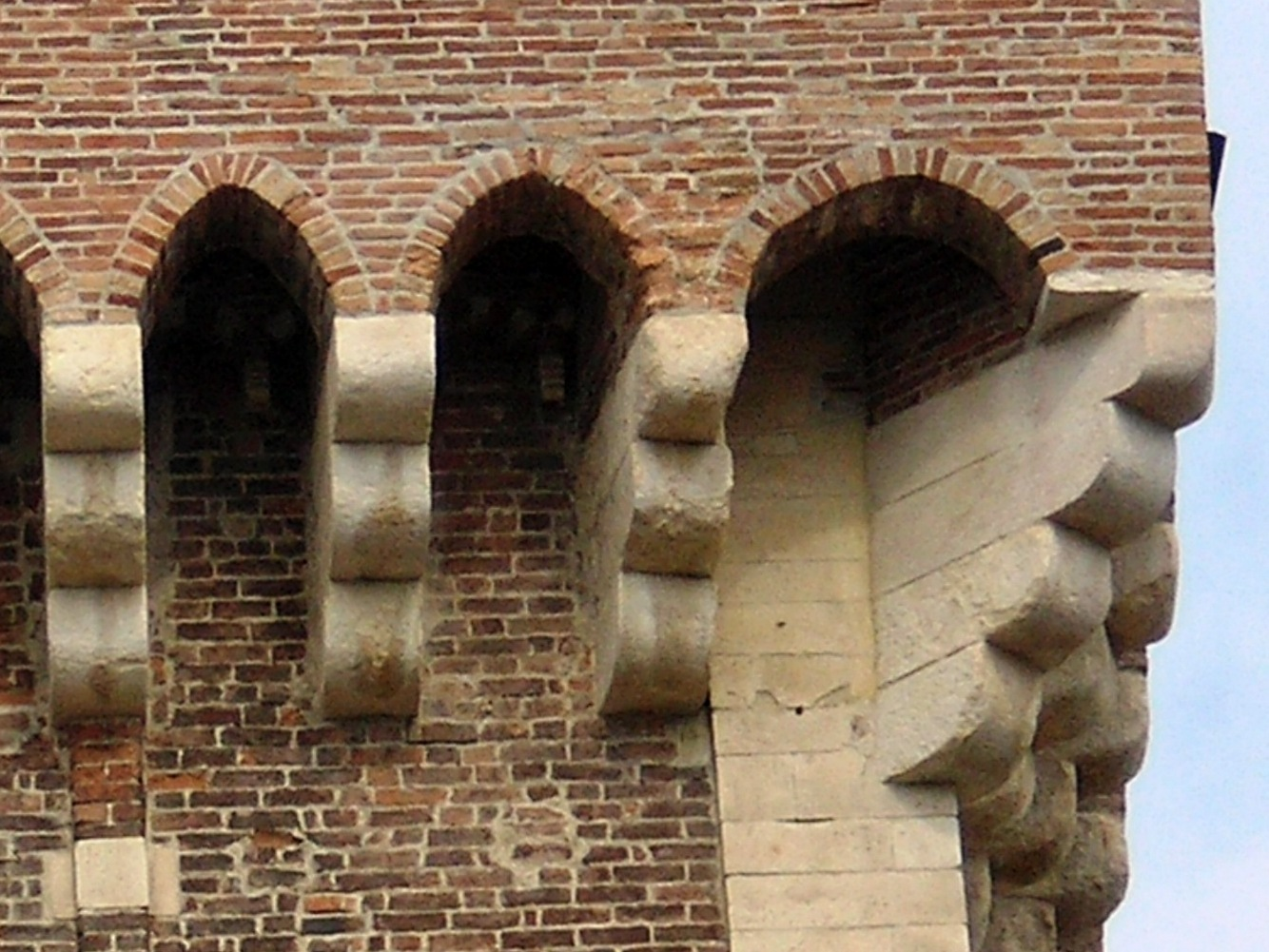
Beccatelli della merlatura
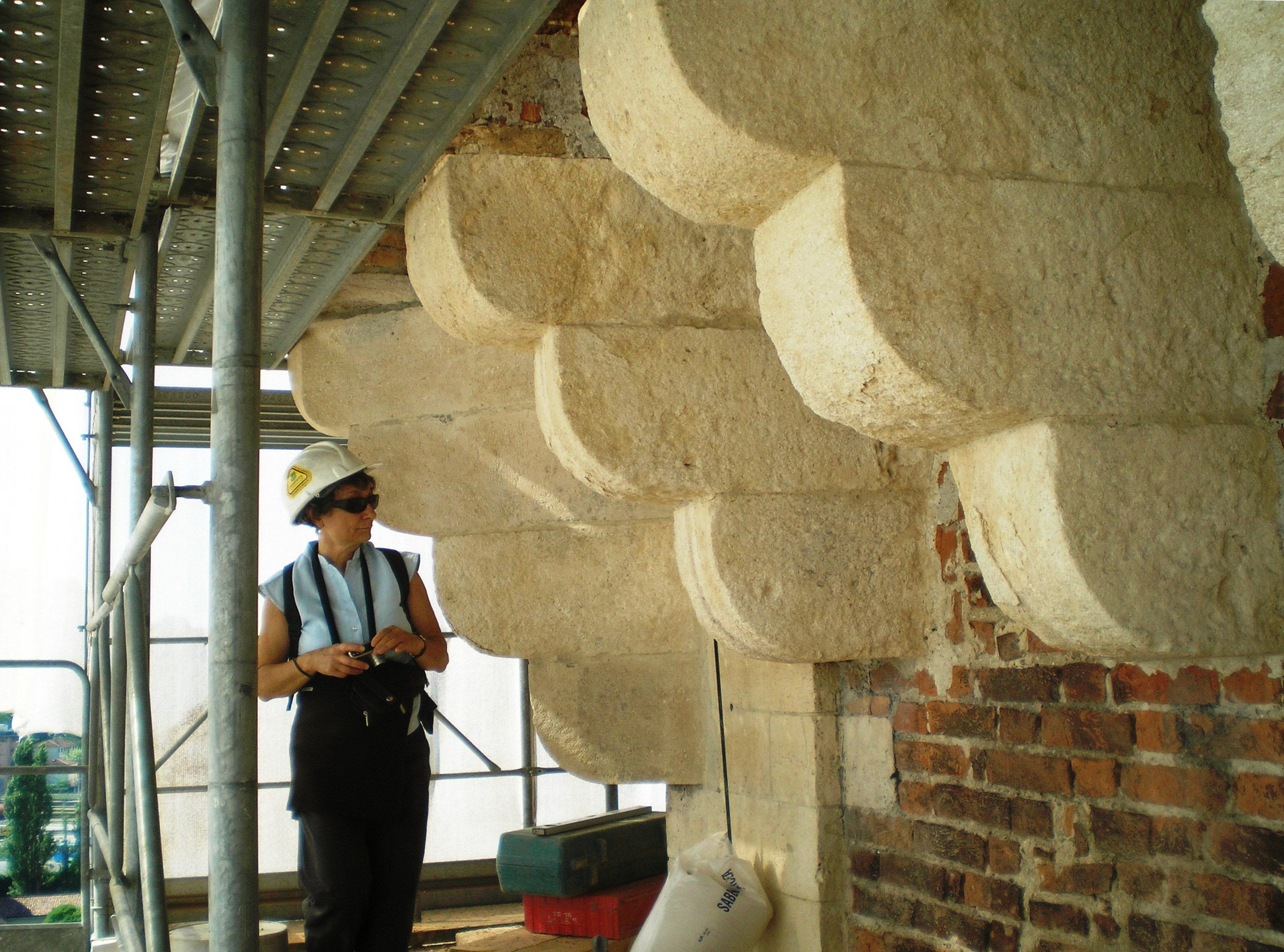
Beccatelli della merlatura
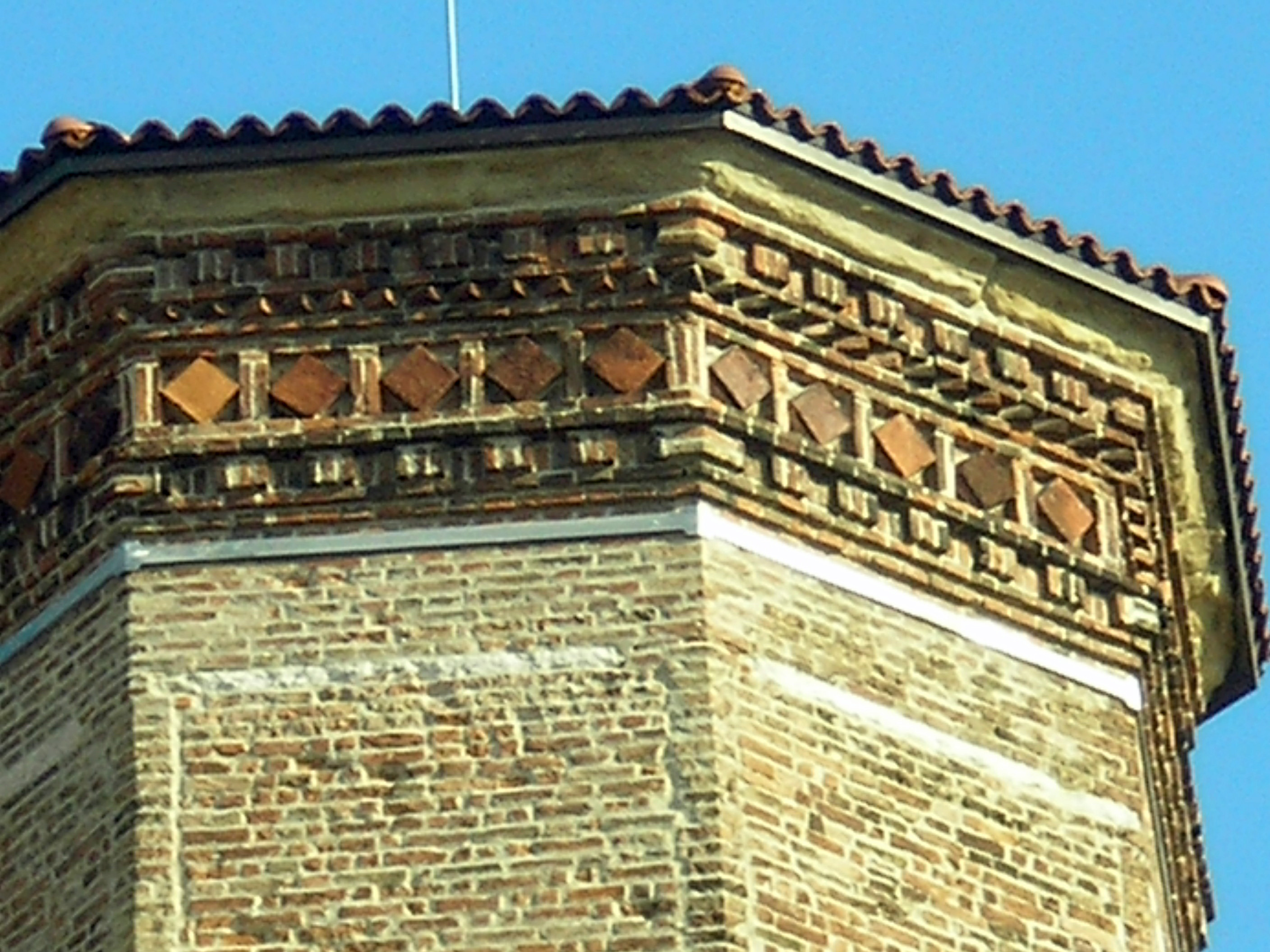
Tiburio di fine XIV secolo
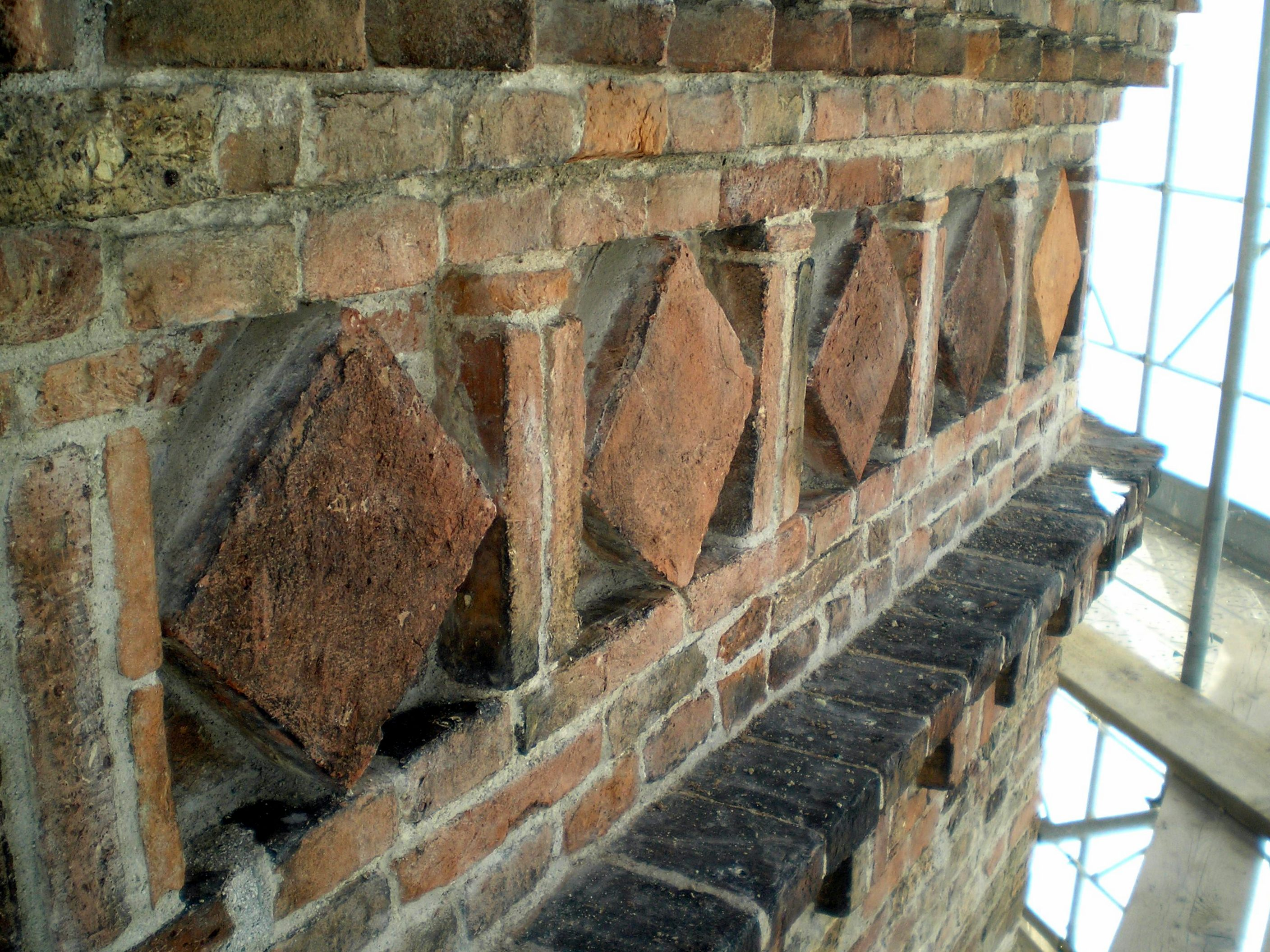
Fascia ornamentale del tiburio
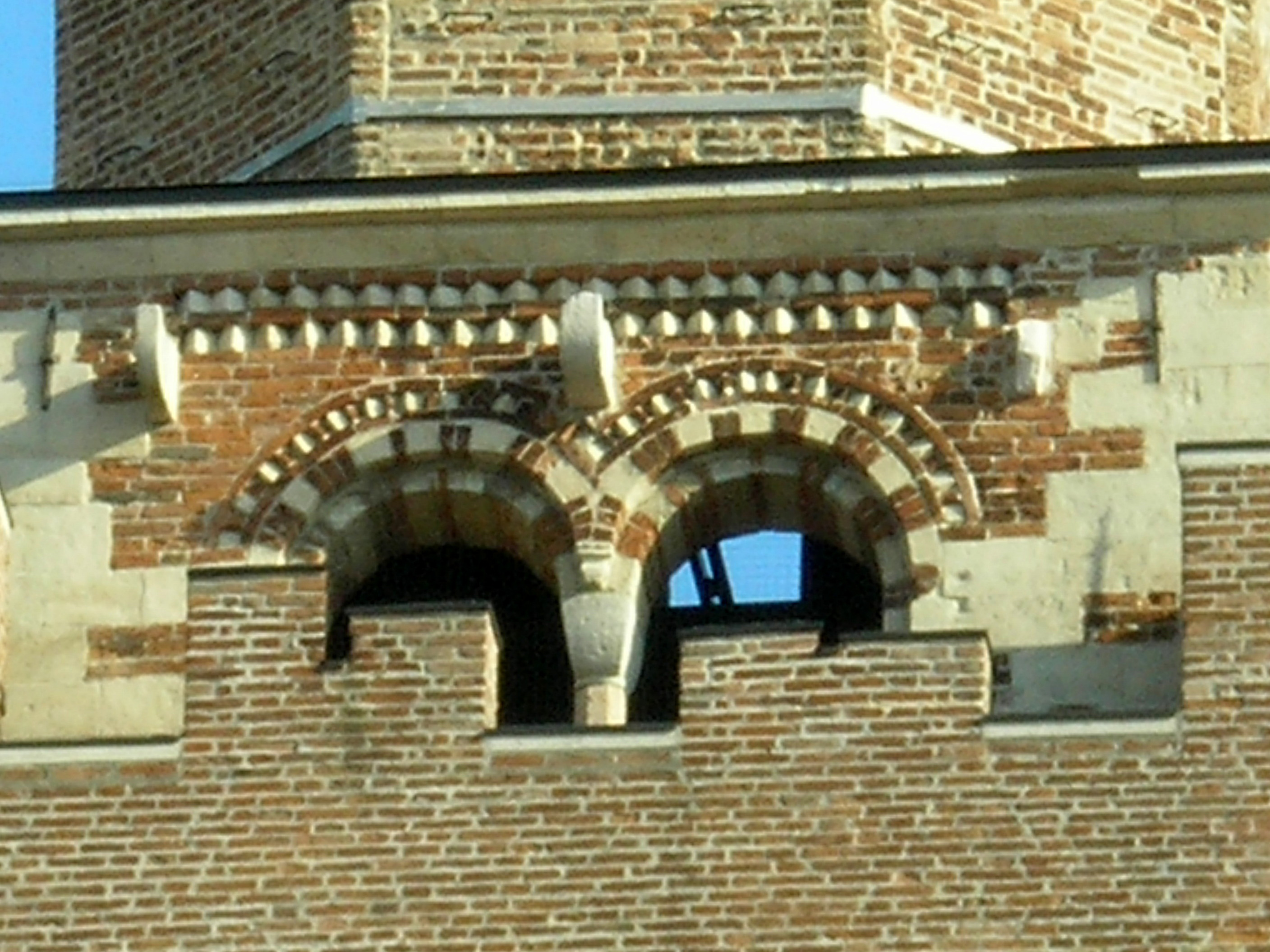
Bifore della cella campanaria
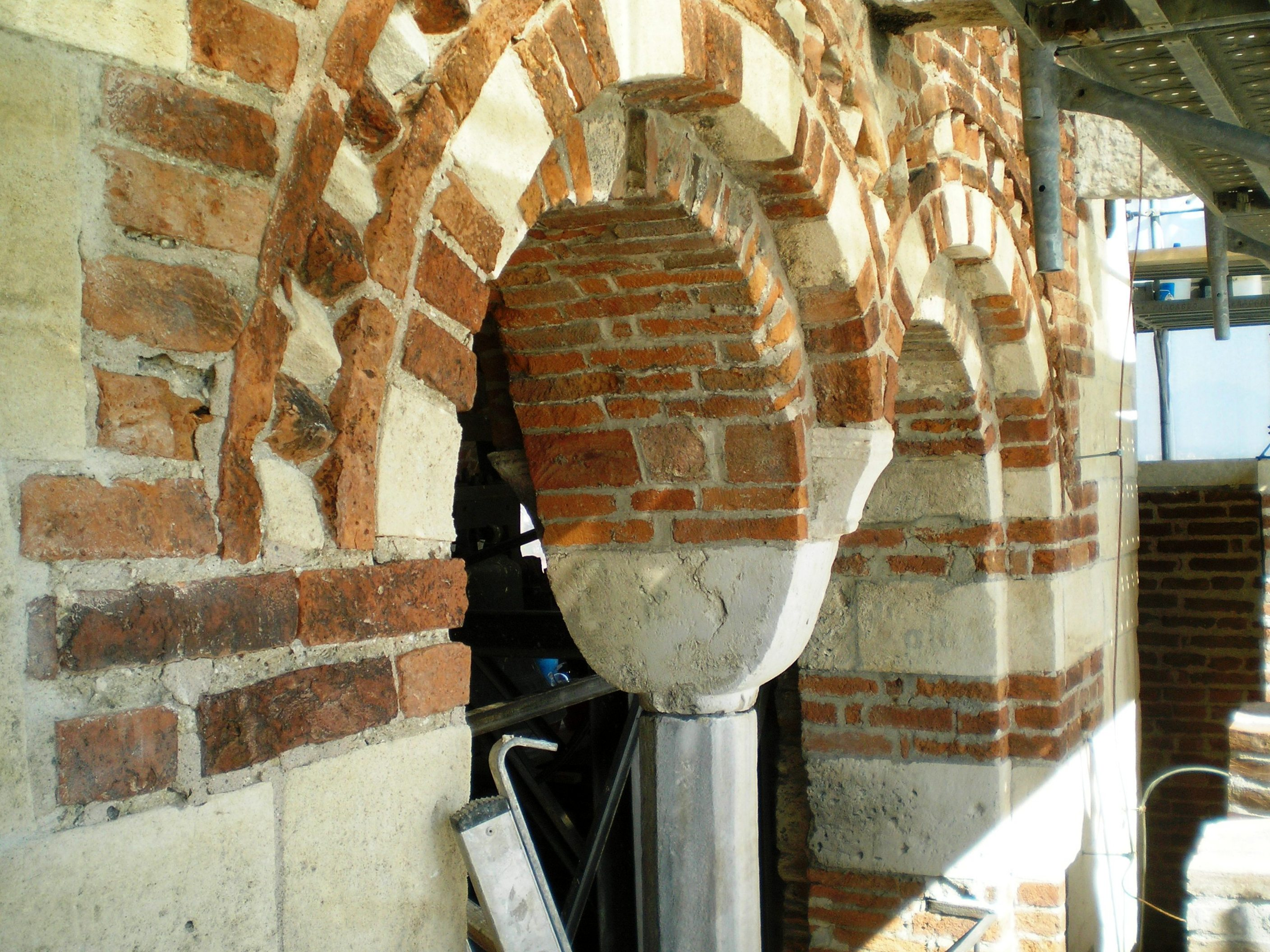
Bifore della cella campanaria
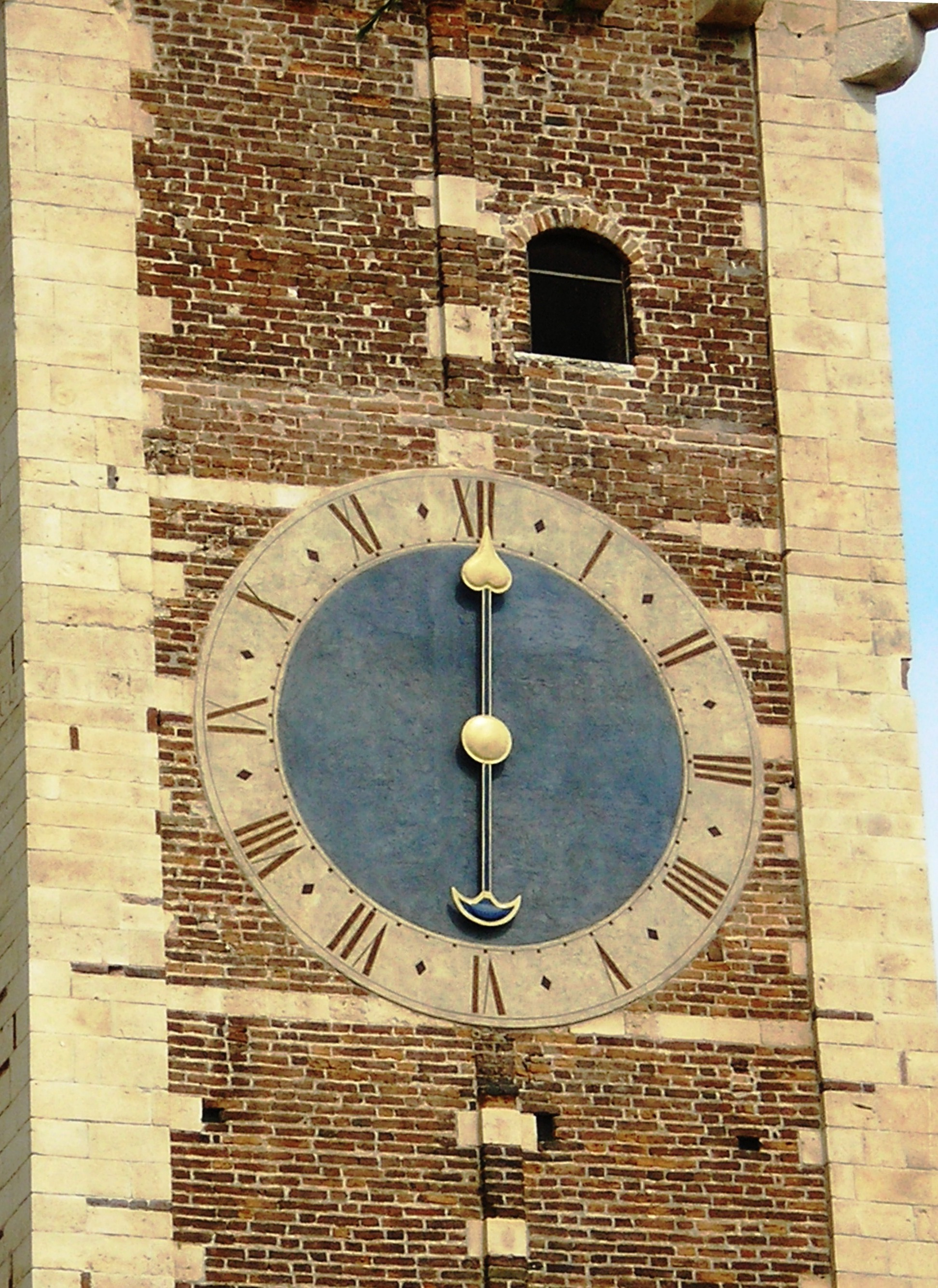
Orologio restaurato
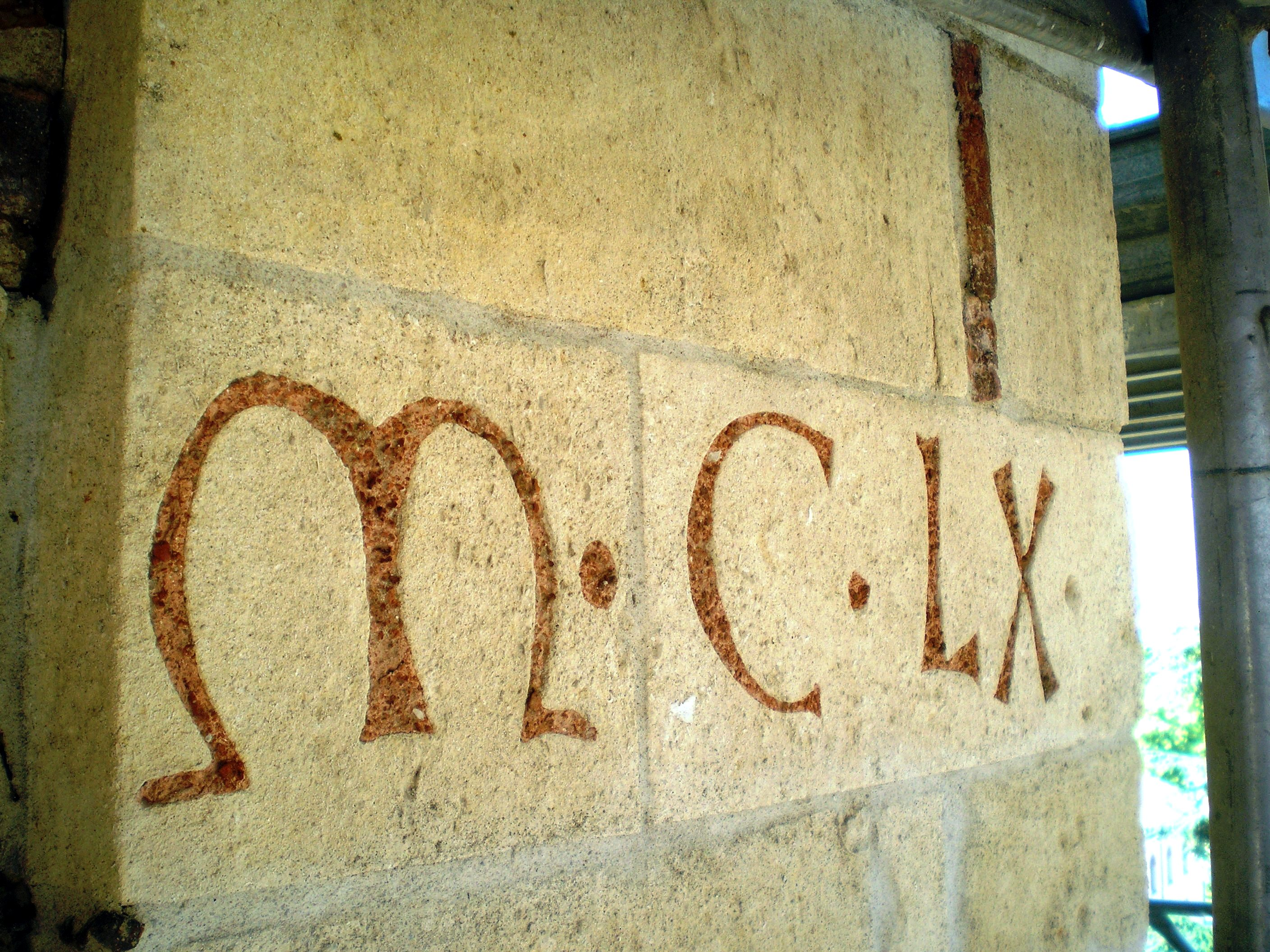
Data della ricostruzione (1160)

### Martyrion

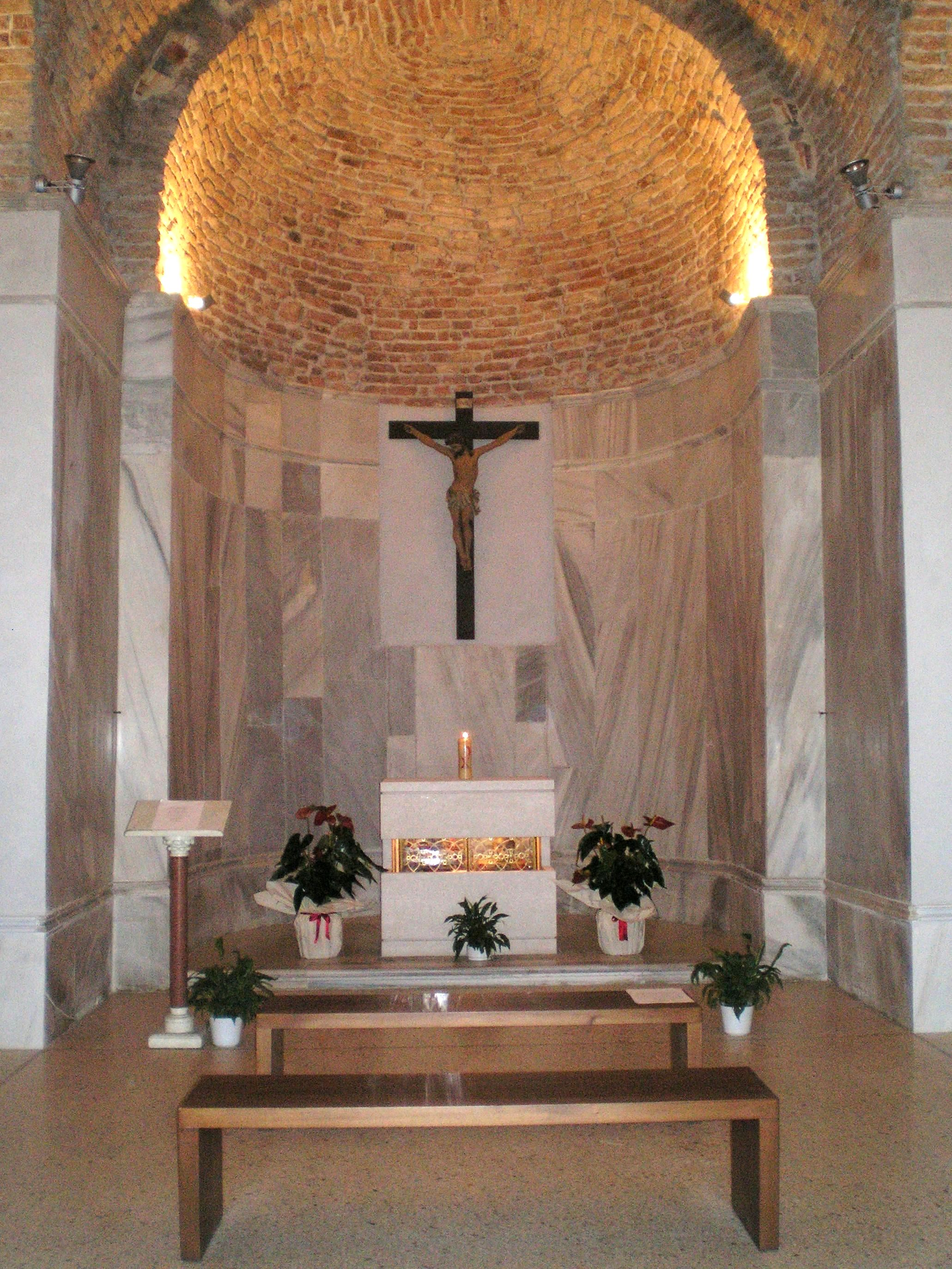
Interno del Martyrion dopo il restauro

A fianco della basilica si trova il martyrion, una preziosa cappella edificata nel V secolo per venerare i santi martiri e poi per ospitarne le reliquie. Nel corso del VI o VII secolo al sacello fu attribuito il titolo di Santa Maria Mater Domini e furono realizzate profonde trasformazioni, di carattere architettonico e decorativo.
La struttura è caratterizzata all'esterno da un'estrema semplicità: si presenta come un parallelepipedo sormontato da un cubo minore - un tiburio di forma quasi cubica che cela la piccola cupola - in parte ancora incorporato negli edifici adiacenti; sul lato orientale sporge un'abside racchiusa in un guscio poligonale. Vi si accede, dall'interno della basilica, attraverso un atrio rettangolare con copertura a botte, in parte dipinto a fasce longitudinali policrome.
All'interno la pianta è a croce greca inscritta in un quadrato con i lati molto corti e larghi circa 4 m., al cui incrocio si innesta una cupola irregolarmente emisferica, alta poco più di 2 m.
Secondo la testimonianza dello storico vicentino Francesco Barbarano, una pergula, sostenuta da quattro colonnine poggianti su dei plutei separava i fedeli dallo spazio sacro in cui erano custodite le reliquie dei martiri e reggeva l'iscrizione dedicatorie a Maria mater Domini.
Di grande valore sono i mosaici paleocristiani che si trovano agli angoli del quadrilatero centrale: i lacerti rimasti rivelano la presenza di un apparato musivo particolarmente raffinato - che in origine ricopriva la cupola, gli strombi, gli archivolti e il catino dell'abside - ricco di particolari curati con grande precisione: rappresentano un leone alato e una santa clipeata, cioè inserita in un clipeo, raffigurata secondo stilemi di età ellenistica. Vi sono inoltre raffigurati melograni, simbolo di immortalità, e tralci di vite che richiamano le parole di Cristo in Giovanni 15, 1-11). In alcuni punti delle pareti vi sono ancora tracce di antichi affreschi, in gran parte perduti.
La piccola abside semicircolare è rivestita di marmo proconnesio, che nobilita l'area dove sono custodite le spoglie dei santi, nascondendo il semplice laterizio utilizzato.

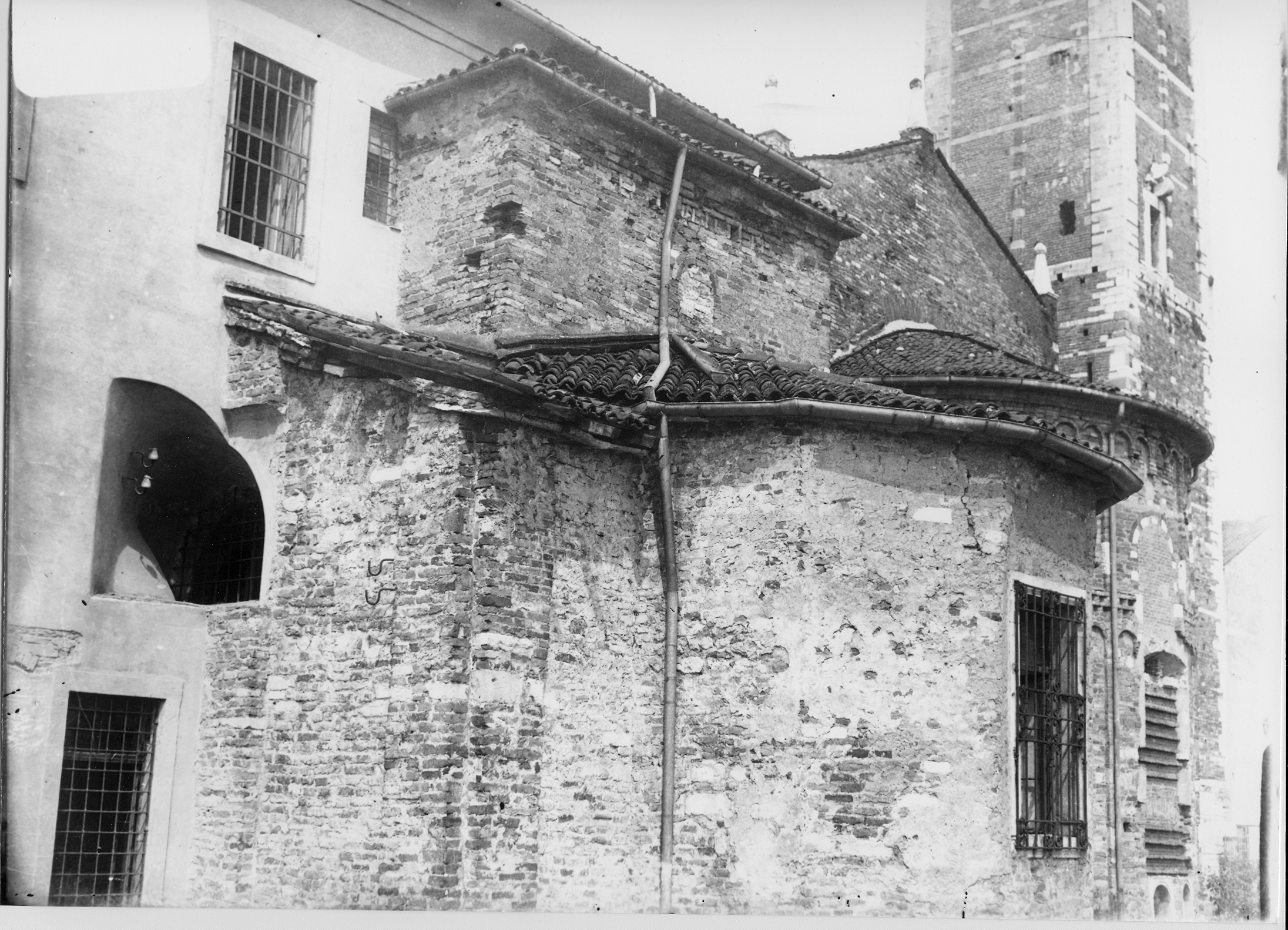
Esterno del Martyrion negli anni trenta
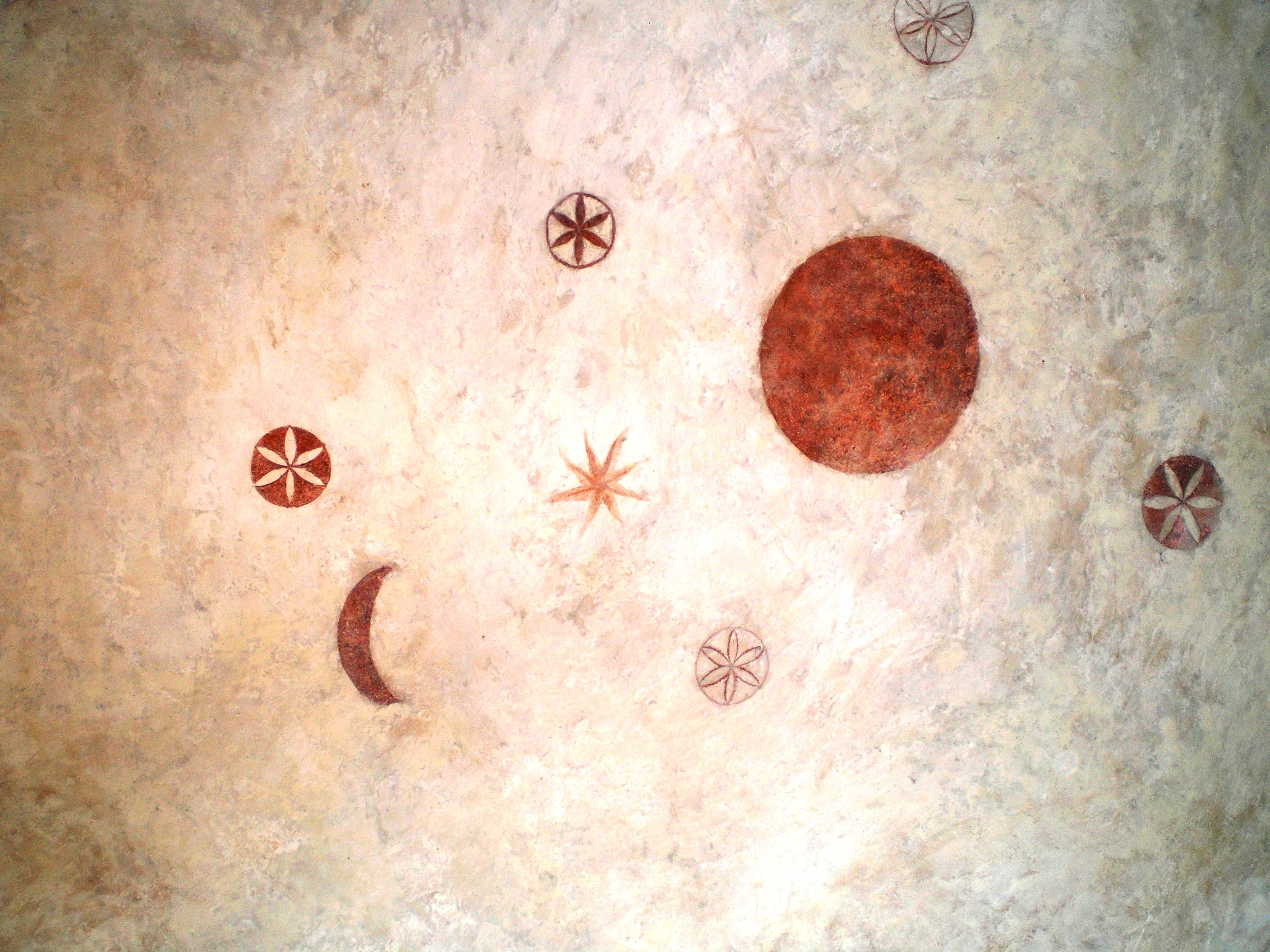
Volta affrescata